# Пономаренко Володимир Степанович (економіст)
Володимир Степанович Пономаренко (нар. 7 травня 1948, м. Кролевець Сумської області) — український науковець у галузі економіки, кібернетики, інформатики та педагогіки, доктор економічних наук, професор, ректор Харківського національного економічного університету імені Семена Кузнеця (з 2000).
Має численні нагороди та відзнаки, зокрема, він є кавалером ордена «За заслуги» ІІІ (2007) та ІІ (2011) ступеня, є Заслуженим діячем науки і техніки України (2003), лауреатом Державної премії України в галузі науки і техніки за 2017 рік (2018) Відмінником освіти України, Почесним громадянином міста Харкова (2012). Нагороджений «Орденом Академічних пальм» (Франція). Володимир Степанович також є членом-кореспондентом Національної академії педагогічних наук України, академіком Академії економічних наук України, Інженерної академії наук України, Міжнародної академії наук інформації, інформаційних процесів і технологій. Крім того, Володимир Пономаренко є членом Асоціативної ради Університетської агенції франкофонії.
Володимир Пономаренко досліджує проблеми стратегічного управління підприємством, імітаційного моделювання, реформування вищої економічної освіти, підготовки компетентних фахівців та застосування інформаційних технологій в освіті. У 1970-х роках був одним із піонерів імітаційного моделювання в СРСР, зокрема, працював у царині поліпшення управління процесами на складальних конвеєрах. Є автором близько 350 наукових праць, зокрема, понад 100 монографій та близько 50 навчальних посібників. За наукового керівництва Володимира Степановича розробляли стратегічні програми розвитку Харківської області до 2011, до 2015 та до 2020 років. Є керівником наукової школи «Розробка систем стратегічного управління промисловим підприємством» Харківського національного економічного університету імені Семена Кузнеця, керівником секції «Теоретичні основи і практичні рекомендації з проблем економічного розвитку регіону» Північно-Східного наукового центру НАН України.
За часів ректорства Володимира Пономаренка в Харківському національному економічного університету імені Семена Кузнеця побудовано низку нових навчальних корпусів та збільшилася кількість гуртожитків для студентів. В університеті, одному з перших в Україні, запроваджено кредитно-модульну систему[джерело?], тестові опитування, тестування на рівень інтелекту, а також систему «подвійних дипломів» з європейськими університетами.

## Життєпис

### Ранні роки
Володимир Пономаренко народився 7 травня 1948 року в м. Кролевець Сумської області в родині службовців.
Його батько — Степан Пономаренко, родом із Кролевецького району, після початку німецько-радянської війни в 1941 році перервав навчання у Брянському будівельному технікумі та пішов до армії, де став танкістом. Влітку 1943 року у битві на Курській дузі Степан Сергійович отримав важку травму голови і потрапив до госпіталю. Після лікування він повернувся до навчання в технікумі, і у Брянську познайомився з дівчиною Агнією, яка навчалась на економіста. У 1947 році Степан та Агнія побрались. На час народження Володимира сім'я Пономаренків вже жила в м. Кролевці.
Спочатку сім'я жила в бараку. Пізніше, коли Володимиру виповнилося 6 років, переїхали до будинку на вулиці Свердлова (нині — Соборна), де подружився із сусідом — Валерієм Бізюком, з яким разом займалися гімнастикою, легкою атлетикою, для чого у дворі встановили турнік, бруси та кільця, а також грали у футбол. Із часом до занять спортом хлопці залучали своїх братів (зокрема, Володимир залучив свого молодшого брата Сергія) та друзів, а також брали під опіку інших дітей, над якими знущалися місцеві хулігани, серед яких був син начальника Кролевецького райвідділку міліції. Також у юності Володимир Степанович захоплювався настільним тенісом: у 9-му класі виступав на районних змаганнях, а пізніше, навчаючись у Харківському інженерно-економічному інституті, грав у складі інститутської команди на рівні першого дорослого розряду. Також Володимир Пономаренко разом із друзями полюбляв розбирати батьківський мотоцикл Іж-49, займатись моделюванням (навіть зробили плоскодонну човен плавання по річці Сейм, який того ж року невідомі вкрали) та музикою (у 1962 році друзі створили джаз-бенд «Гаррінча», в якому Володимир грав на ударних).
Здобував освіту Володимир Пономаренко у Кролевецькій середній школі № 5. Помітну роль у його житті зіграв вчитель математики у старших класах Василь Іванович Луковецький, який вимагав давати чіткі визначення і пояснення та навчив Володимира Степановича, за його словами, «чітко мислити і правильно, грамотно викладати» свої думки, а також творчому підходу та нестандартному мисленню. Цікаво, що вчитель математики застосовував диференціальні підходи у навчанні, діливши клас на три групи за складністю завдань, писав підручники та статті, деякі з них були видані, але через своє бажання під час німецького окупаційного режиму потрапити на роботи до Німеччини у пошуках своєї нареченої у повоєнний час був під контролем КДБ і йому не давали друкувати свої праці з педагогіки. Тому, коли його учень Володимир став думати про навчання у московських фізичних інститутах, він дав йому збірник задач з математики Лицького, завдяки чому сам Володимир Степанович брав участь у районних та обласних олімпіадах, де займав перші місця.

### Студентські роки та аспірантура
Перед завершенням середньої школи Володимир Пономаренко зрозумів, що ядерна фізика надто специфічна галузь, а тому вирішив вступати на механіко-математичний факультет Харківського державного університету імені О. М. Горького. До того ж його друзі вирішили вступати до вишів у Харкові. Але після першого іспиту він захворів і вступити до Харківського університету вже не вийшло. Його сусідом був студент Харківського інституту радіоелектроніки, який порекомендував вступати до Харківського інженерно-економічного інституту, де застосовували математичні методи в економіці. Іспити Володимир Степанович склав легко, особливо з математики, що під час усного іспиту з математики екзаменаторка засумнівалась, що він є саме тою собою, за яку себе видає. Так у 1966 році Володимир Пономаренко вступає на факультет механізованої обробки економічної інформації Харківського інженерно-економічного інституту.
Навчався він в інституті успішно, отримував підвищену стипендію. Також займався гімнастикою, настільним тенісом та боксом. У студентські роки він бачив як швидко розвиваються електронні обчислювальні машини: від табуляторів до ЕОМ «Раздан» та «Урал-14Д». На табуляторі під час роботи над курсовим проектом він створив свою першу програму для обрахунку заробітної плати на одній із дільниць шахти. До студентських наукових товариств не входив і лише під час роботи над дипломним проектом, який був присвячений проблемі прогнозування неполадок на складальному конвеєрі Харківського тракторного заводу із виведенням математичної формули прогнозування зупинки конвеєра, замислився про вступ до аспірантури. Володимир Пономаренко закінчив Харківський інженерно-економічний інститут у 1971 році за спеціальністю «Організація механізованої обробки економічної інформації». Цікаво, що захист його дипломного проекту відбувся на заводі «ХТЗ», на якому був присутній головний інженер Харківського науково-дослідного інституту «Важпромавтоматика» Мінспецбуду УРСР, який так зацікавився науковою роботою випускника, що домігся його прийняття на роботу інженером до «Важпромавтоматики».
Протягом 1971—1972 років проходив службу в лавах Радянської армії у частині військово-повітряних сил, яка базувалась у м. Приморсько-Ахтарськ Краснодарського краю у Росії. По поверненні з армії Володимир Пономаренко продовжив свою роботу інженером у Науково-дослідному інституті «Важпромавтоматика» Мінспецбуду УРСР (м. Харків), де, зокрема, розраховували страховий запас комплектуючих з метою уникнення зупинки конвеєра.
У 1973 році Володимир Степанович вступає до аспірантури Харківського інженерно-економічного інституту, яку закінчив у 1976 році, після чого залишається працювати в інституті на посаді асистента кафедри організації механізованої обробки економічної інформації. Працюючи на кандидатською дисертацією, він одним з перших в СРСР займається розробкою імітаційних моделей технологічних процесів Щодо захисту своєї дисертації Володимир Степанович звернувся до Інституту економіки АН УРСР, але там йому пояснили, що його наукова проблема не стосується тематики їх досліджень і спрямували до Інституту кібернетики АН УРСР, де його роботою зацікавились і презентація роботи тривала 12 годин.
У 1979 році Володимир Пономаренко в Інституті кібернетики АН УРСР захистив кандидатську дисертацію «Удосконалення оперативним управлінням виробництвом (на прикладі систем конвеєрного складання виробів)» за спеціальністю «Математичні методи і застосування обчислювальної техніки в економічному дослідженні планування і управління народним господарством та його галузями», після чого йому було присвоєне звання кандидата економічних наук.
Також того ж року Володимир Степанович стає старшим викладачем кафедри організації механізованої обробки економічної інформації Харківського інженерно-економічного інституту, а у 1981 році йому було присвоєне вчене звання доцента. Він викладає, активно займається науковою діяльністю, працює над написанням програм для електронних обчислювальних машин, які з'являються в інституті та на промислових підприємствах Харківської області.

### Викладання в Університеті Браззавіля
У 1981 році до Харківського інженерно-економічного інституту прийшов запит щодо спеціаліста у галузі економіки, який володіє французькою мовою. Володимир Пономаренко у школі вивчав французьку і погодився на закордонне відрядження, оскільки воно давало також можливість заробити на кооперативну квартиру, якої потребувала його сім'я (дружина, дочка та ще очікувана дитина), що проживала у маленькій кімнатці у приватному секторі у Харкові. Відрядженню передували десятимісячні підготовчі курси з французької мови у Києві та двомісячне стажування у Франції (спочатку у Парижі, а потім в Університеті Монпельє) у 1982 році.
Прибувши за місяць до початку навчального року до м. Браззавіль (Народна Республіка Конго) з написаним конспектом лекцій з курсу «Економіка підприємств», він вже в Університеті імені Маріана Нгуабі дізнався, що цей курс замінили іншою дисципліною, яку він мав читати, — «Регіональне планування та впорядкування територій». Тож у час, який залишився до початку навчального року, Володимир Степанович встиг підготувати конспект лекцій, зокрема, завдяки тому, що раніше займався цією тематикою. На основі цього конспекту лекцій в університеті видали підручник «Planification regional et l'amenagement de l'espace» у 1985 році.
Працював Володимир Пономаренко на кафедрі управління економічного факультету Університету імені Маріана Нгуабі та викладав французькою мовою дисципліни економічного напрямку впродовж 1982—1985 років. Завдяки тому, що університет в Браззавілі працював за французькою освітньою моделлю, Володимир Степанович набув цінний досвід викладання за європейськими стандартами.
У Конго він приїхав зі своєю сім'єю, але вже влітку 1983 року залишив їх у Харкові через тропічний клімат. Траплялося, що Володимир Пономаренко, вільно володіючи французькою, займався синхронним перекладом для Посла СРСР у Народній Республіці Конго. Також за його ініціативи Посольство СРСР закупляло за гуртовими цінами м'ясо для радянських громадян та поширювало його серед них за нижчими цінами, ніж у супермаркетах Браззавіля.

### На керівних посадах
У 1985 році трирічний контракт Володимира Пономаренка в Університеті Браззавіля закінчився, і він повернувся на кафедру організації механізованої обробки економічної інформації Харківського інженерно-економічного інституту, де був доцентом і викладав моделювання дискретних процесів та продовжував працювати над проблемами імітаційного моделювання. У навчальному процесі Володимир Степанович почав застосовувати набутий у Конго досвід: готував роздаткові матеріали, впроваджував експрес-опитування, письмові відповіді, ширшу за п'ятибальну шкалу оцінок.
У 1986 році Володимир Степанович стає завідувачем кафедри організації механізованої обробки економічної інформації, яка впродовж 1990—1994 років називалася кафедрою економічної інформатики та АСУ, а з 1994 має назву кафедри інформаційних систем, і до викладацької та наукової додається господарча та виховна робота. Зокрема, він, як багато інших викладачів та студентів, брав участь у будівництві та впорядкуванні інститутського студентського гуртожитку № 5 («П'ятірочка»).
У 1993 році його призначили проректором з наукової роботи. На цій посаді він змінив Станіслава Олійника, учня Овсія Лібермана, який зробив помітний внесок в удосконалення методів організації та планування виробництва на машинобудівних підприємствах. Як згадує Володимир Пономаренко, коли він приходив до тодішнього ректора Миколи Сіроштана зі своїм баченням проблем та шляхів їх вирішення, то Микола Антонович, здебільшого, з цим погоджувався. Спершу новий проректор з наукової роботи поїхав до Києва у Державний комітет України з питань науки і технологій з метою налагодження співпраці, де про Харківський інжек, який у 1994 році став Харківським державним економічним університетом, не мали жодної інформації, адже інститут за часів СРСР мав загальносоюзне значення. Там він домовився про участь університету в розробці концепції приватизації в Україні, а пізніше Володимира Степановича включили до робочої групи з наукового обґрунтування приватизації. Зокрема, за ініціативи Володимира Пономаренка науковці університету розробляли методику якісного та кількісного оцінювання результатів приватизації, особливостей приватизації конверсійних підприємств, а також наукове обґрунтування приватизації у хімічній промисловості. Крім того, науковці університету брали участь у низці міжгалузевих програм наукових досліджень у сферах демонополізації економіки і розвитку конкуренції. Сам Володимир Степанович досі залишається прибічником концепції, що всі підприємства у ланцюжку виробництва будь-якого продукту мають бути однієї форми власності з метою мінімізації корупційних ризиків. Загалом, за час свого проректорства він домігся відкриття в університеті спеціалізованої ради із захисту докторських дисертацій.
За «перебудови» та переходу від планової до ринкової економіки Володимир Пономаренко починає розробляти теоретичні основи стратегій розвитку та управління підприємствами в умовах перехідної економіки, головним з яких є соціально-ресурсний підхід в управлінні. Результатом цієї роботи, яка охопила аналіз вертикального та структурного балансу 105 підприємств Харківської області, стала докторська дисертація «Стратегічне управління підприємством», яку він, після навчання у 1999 році у докторантурі Харківського державного економічного університету, у листопаді 1999 року успішно захистив у рідному університеті. А у лютому 2000 року йому було присвоєне науковий ступінь доктора економічних наук.
У 1998 році він полишив посаду проректора з наукової роботи та став першим проректором у Харківському державному економічному університеті, а до того у жовтні 1994 року йому присвоїли вчене звання професора, він продовжував очолювати кафедру інформаційних систем. Того ж 1994 року його під його керівництвом були захищені перші кандидатські дисертації і від цього бере початок його наукова школа.
В особистому житті цей період знаменується тим, що Володимир Степанович отримує квартиру замість маленького будинку, який за генеральним планом ішов під знесення, а також на власній земельній ділянці будує дачу, вирощує картоплю та інші овочі, що суттєво допомагало у кінці 1980-х — на початку 1990-х років.

### Ректор (2000—2007)
Після відставки ректора Харківського державного економічного університету у 1979—1999 роках Миколи Сіроштана були призначені вибори, на яких свою кандидатуру висунув перший проректор Володимир Пономаренко, а його опонентом був один із деканів університету[хто?]. Під час голосування серед колективу університету Володимир Степанович набрав більшу кількість голосів за свого опонента, а під час представлення своєї програми комісії з Міністерства освіти і науки України вона підтримала його одноголосно. Тож у липні 2000 року Володимира Пономаренка обрано ректором Харківського державного економічного університету.
Найбільшою проблемою університету на той час була нестача приміщень, а наявні корпуси були побудовані протягом 1930—1950-х років. Станом на 2000 рік навчально-лабораторний (тепер — лекційний) корпус університету був у стадії будівництва впродовж 11 років і за цей час було виконано лише близько 30 % необхідних робіт, але стан перекриттів довгобуду був аварійним. За ініціативи Володимира Степановича терміново було замовлено новий проект, який врахував необхідність укріплення наявних перекриттів, почалися будівельні роботи, які тривали 8 місяців у 3 зміни, і у 2001 році новий корпус був уведений в експлуатацію, а у 2005 році з'єднаний з Головним корпусом двоярусною галереєю. Також бібліотека мала настільки невелике приміщення, що час від часу мусила «чистити» фонди, залишаючи лише ті видання, які користувалися попитом. Пономаренко придбав приватну будівлю в юридичної особи поблизу університету. Спочатку її від імені держави купила Верховна Рада України, а у вже неї будівлю викупив університет у 2002 році.. Після виселення та розселення всіх орендаторів у будівлі почався ремонт, але відразу у 2003 році там розташувалась бібліотека університету. Новий науково-бібліотечний корпус було відкрито в грудні 2005 року в рамках святкування 75-річчя університету.
У 2002 році Харківський державний економічний університет придбав у одного з харківських заводів[якого?] фізкультурно-оздоровчий комплекс на вул. Мирна, 13, що дозволило утричі збільшити кількість викладачів спортивної кафедри. Ще одним напрямом роботи Володимира Пономаренка стало поліпшення житлових умов (капітальний ремонт) та поліпшення побуту (створення комп'ютерних класів, тренажерних та спортивних зал тощо) студентів з інших міст у наявних на початок ректорства чотирьох гуртожитках, а також взяття на баланс додаткових будівель — у 2003 та 2007 роках університету були передані три гуртожитки в різних районах Харкова, два з яких були введені в експлуатацію у 2006 та 2007 роках.
На момент обрання Володимира Пономаренко ректором Харківський державний економічний університет мав лише одну угоду про співробітництво із закордонним вишем, а в самому університеті навчався 81 іноземний студент, а програм обміну студентами не існувало. Для міжнародної співпраці було створено міжнародний відділ. Ректор почав налагоджувати зв'язки під час конференцій, завдяки випускникам, а також старим зв'язкам у Франції. Так, у 2001 році він поїхав до Університету Ліон 2 імені Люм'єр домовлятись про співпрацю. Представники французького університету було непевні у необхідності підписувати угоду. Проте харків'яни переклали французькою та англійською дипломні роботи з економіки українських студентів, і французи не повірили, що це студентські роботи. Спершу співпраця була в межах програми обмінів студентів. У 2005 році з Університетом Ліон 2 створена спільна магістерська програма, яка передбачала піврічне стажування у Франції. У листопаді 2007 році першим випускникам цієї магістерської програми були вручені дипломи за участі Надзвичайного та Повноважного Посла Франції в Україні Жана-Поля Везіяна. Пізніше були запущено ще низка спільних франко-українських магістерських програм. А під час поїздки до Греції у 2002 році Володимир Степанович, домовившись про співпрацю та навчання в економічному університеті студентів з вишів, які входять до Асоціації університетів Західної Греції та Епірусу, потрапив на виїзне засідання експертів за програмами TACIS та TEMPUS — після цієї зустрічі Харківський державний економічний університет приєднався до міжнародних програм цих організацій. Плідними були поїздки Володимира Пономаренка до В'єтнаму та Китайської Народної Республіки у 2002, 2003 та 2005 роках.
Активні зміни у всіх сферах життя університету, початок переходу на засади «Болонського процесу» у 2003 році та участь в експерименті Міністерства освіти і науки із впровадження кредитно-модульної системи були визнані на державному рівні наданням 21 серпня 2004 року університету статусу «національного», а також світовим університетським співтовариством — на запрошення Наглядової ради Великої хартії університетів 18 вересня 2004 року Володимир Пономаренко від імені Харківського національного економічного університету підписав Magna Charta Universitatum у м. Болонья (Італія). Цікаво, що перед церемонією підписання цієї хартії Володимиру Пономаренку прийшло повідомлення, щоби він не забув власну мантію. Але мантії у нього не було. Тому звернувся на фабрику театрального реквізиту, щоби вони протягом кількох днів пошили манітію, хоча на той момент такого досвіду у них не було. В результаті мантія Володимира Степановича на урочистому прийомі у Болоньї була найкращою.
Також після свого обрання Володимир Пономаренко, проаналізувавши тенденції кількості випускників у майбутньому, значні зусилля приділяв поліпшенню привабливості університету для майбутніх абітурієнтів. За ініціативи Володимира Пономаренка одночасно з початком переходу на засади «Болонського процесу» було змінено процедуру вступної кампанії та було запрошено представників Київського центру тестових технологій для проведення серед абітурієнтів тестування, у тому числі для виявлення форми навчання (денної чи заочної) майбутніх студентів. Для цього також були закуплені «глушилки» з великим радіусом дії, які зробили у Харківського національному університеті радіоелектроніки. Одночасно змінювався навчальний процес: перероблялися робочі програми та екзаменаційні білети з можливістю перевірки вмінь студентів застосовувати здобуті знання на практиці, а також збільшено термін і наповнення практики. Також у 2005 році в університеті з метою заохочення було введено доплати для викладачів, які викладають свої дисципліни та готують навчальні посібники українською мовою. Іншим напрямом була профорієнтаційна робота — ще у 2002 році було створено олімпіаду «Економіст», переможці якої мали право позаконкурсного вступу до університету, започатковані чемпіонати зі спортивного програмування серед учнів шкіл та студентів університетів України та Європи
Протягом 2000—2007 років Володимир Пономаренко працює над стратегією соціально-економічного розвитку Харківської області до 2011 року (завершено у 2003 році), а також над проблемами реформування економічної освіти, результати якої впроваджуються у Харківському національному економічному університеті, — «Концепцією розвитку економічної освіти в Україні» (2003) та «Концептуальними засадами розвитку економічного університету» (2006). У цей час приходить і наукове визнання: у листопаді 2000 року Володимира Пономаренко обирають академіком Інженерної академії наук України, а у травні 2001 року — академіком Академії економічних наук України за спеціальністю «Політична економія». У 2002 році Володимир Степанович стає академіком Міжнародної академії наук інформації, інформаційних процесів і технологій.
Володимир Пономаренко також висловлював свою точку зору щодо нагальних подій та процесів в економіці України. Так, він підтримав зміни до низки законів у сфері освіти, ухвалені у грудні 2004 року, які, зокрема, створили більш сприятливі умови для витрат коштів на організацію навчально-виробничої практики, що сприятиме тому, що вони охочіше будуть брати на практику студентів вишів. Він також виступав за направлення коштів, які були отримані від продажу «Криворіжсталі» у жовтні 2005 року, на розвиток виробництва, щоби за 2—3 роки можна було підготувати найбільш критичні галузі економіки (сільське господарство, сільськогосподарське машинобудування, турбобудування та авіабудування) до вступу до Світової організації торгівлі, а не на соціальні проекти.
Відзначений був і сам Володимир Пономаренко нагородами та відзнаками: у 2003 році йому було присвоєне звання заслуженого діяча науки і техніки України, у 2004 році нагороджено Почесною грамотою Верховної ради, у 2005 році — відзнакою «Слобожанська слава», а у 2007 році — орденом «За заслуги» ІІІ ступеня. Володимир Степанович також нагороджений відзнаками Міністерства освіти і науки України, Харківської обласної державної адміністрації та Харківської міського голови, інших органів місцевого самоврядування м. Харкова, місцевих підрозділів органів державної влади, профспілки працівників освіти і науки України, громадських об'єднань тощо.
Також Володимир Пономаренко працює над формуванням корпоративного іміджу університету. Саме у цей час за його ініціативи було створено прапор, герб та гімн університету, іншу іміджеву продукцію, зокрема, краватки для чоловіків, нашийні хустки для жінок та інші ділові аксесуари. З'явилась в університету власна відзнака — «Золотий знак», яким нагороджуються найуспішніші викладачі та випускники-відмінники. При цьому імена відмінників заносяться на почесну мармурову дошку. Було запроваджено традицію, що почесні гості мають залишити запис у «Книзі для почесних гостей». Одним з перших лауреатів «Золотого знаку» став і сам Володимир Пономаренко.

### На посаді ректора (від 2007 року)

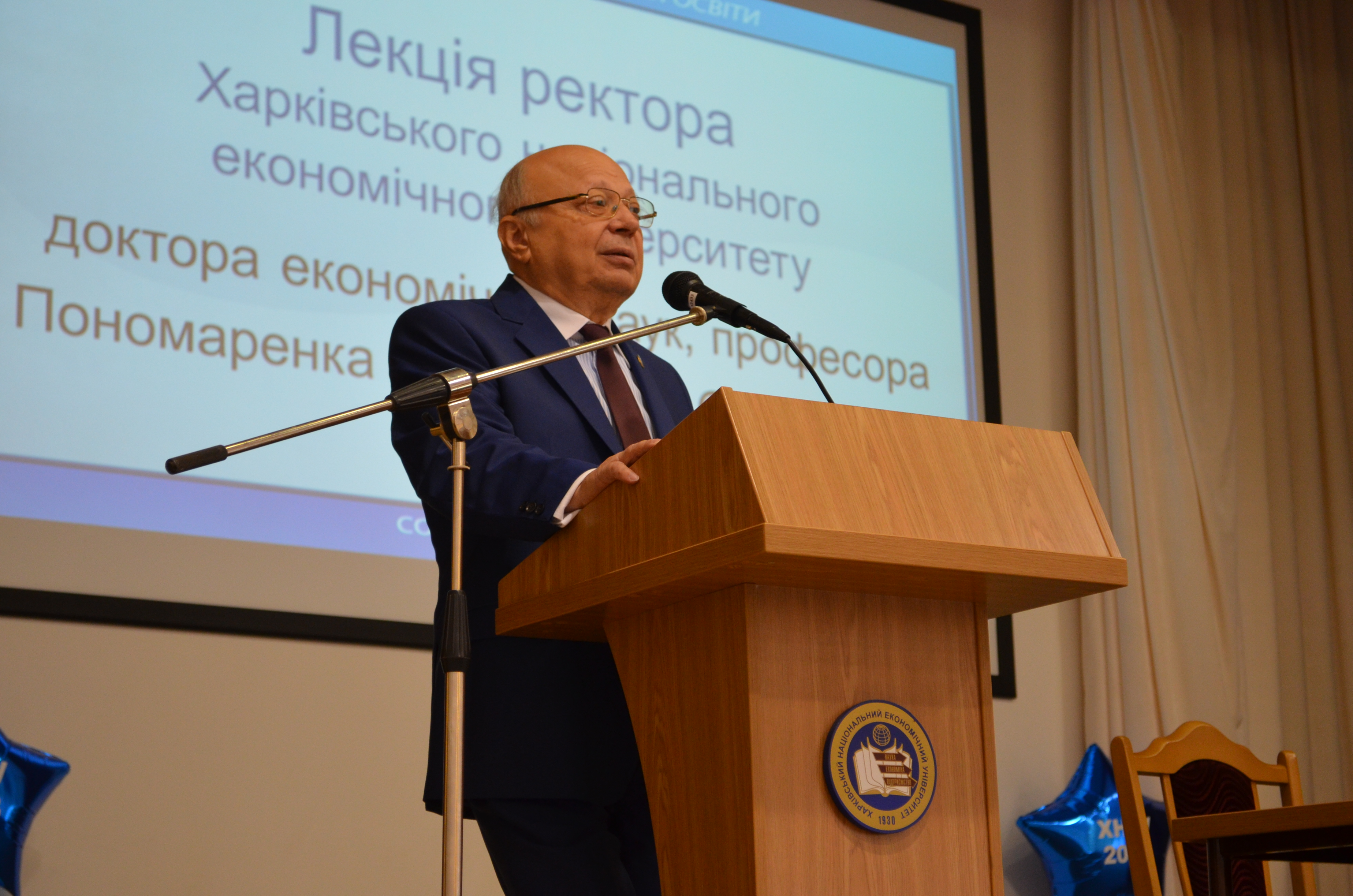
Лекція Володимира Пономаренка для першокурсників Харківського національного економічного університету імені Семена Кузнеця. 1 вересня 2017 року.

У 2007 році відбуваються вибори ректора у Харківському національному економічному університеті. Володимиру Пономаренку було про що звітувати: 2 нові корпуси, ремонт в інших, 2 нові гуртожитки, інформатизація (кількість комп'ютерів зросла з 92 до 810) та створення низки корпоративних баз даних, збільшення видатків на заробітну платню, наукову роботу, відрядження із зниженням навантаження, збільшення у 3—5 разів обсягів друкованої продукції видавництва. І Володимира Степановича було переобрано ректором університету.
Продовжуються зміни в навчальному процесі в університеті та перехід до компетентнісного підходу, який полягає у здатності студента та випускника практично застосовувати набуті знання та навички, а також мислити і продукувати нові знання. Мала змінитися функція викладача з «ретранслятора» знань на наставника, який вчить використовувати ці знання, а також сам є прикладом застосування своїх знань — практичного впровадження своїх наукових розробок у навчальний процес. З цією метою в університеті запровадили тести вхідного контролю з математики та інформатики, а також тест рівня IQ за Амтхауером, відмовились від рефератів та перейшли до написання есеїв, а до екзаменаційних білетів включили ситуаційні та практичні запитання різного рівня складності (стереотипні, діагностичні, евристичні), а самі відповіді студентів стали зашифровуватися, що сприяє зниженню корупції в університеті.. Проте падіння рівня знань абітурієнтів спонукало до розподілу їх за групами за здатністю сприймати окремі дисципліни Важливими елементами освітнього процесу стали потужна мовна підготовка і переведення частини дисциплін на навчання англійською мовою, забезпечення комп'ютерною підготовкою впродовж всього періоду навчання, персоналізація навчання (обсяг дисциплін за вибором вже у 2010 році досяг 25 %), потужна підготовка студентів-економістів із техніко-економічного обґрунтування інвестиційних проектів. Також з 2007 року для контролю дипломних робіт впроваджується система «Антиплагіат», яка згодом перетворилась на єдину електронну базу всіх дипломних робіт бакалаврів та магістрів. Проводиться постійний моніторинг за подальшою долею випускників, опитування роботодавців задля швидкої адаптації випускника до ринку праці.
Іншим напрямком у перебудові навчального процесу у Харківському національному економічному університеті стало запровадження за ініціативи Володимира Пономаренка персональних навчальних систем та збільшення частки самостійної роботи студентів. У 2009 році було запущено інтернет-портали для дистанційного навчання в університеті, для організації навчального процесу в навчально-консультаційних пунктах університету та допомоги для студентів заочної форми навчання. Система, створена на основі середовища Moodle, передбачає створення викладачами електронних підручників із звуковим та візуальним рядами, а студенти мають їх опрацьовувати і відповідати на запитання. У 2015 році було запущено портал персональних навчальних систем для іноземних студентів. Також того ж 2009 року було запущено портал дистанційного навчання для вчителів та школярів Харкова, який мав на меті сприяти розбудові системи дистанційного навчання та поліпшити якість освіти у школах у Харкові в рамках проекту «Університет — школі», яким було передбачено очні та дистанційні курси для харківських вчителів з математики, фізики, етики та економіки. У 2015 році подібний портал був запущений для шкіл Сумської області.
Сам Володимир Пономаренко є прибічником 12-річної шкільної освіти, запровадження зовнішнього незалежного оцінювання, яке дає можливість позбавитись від корупції при вступі абітурієнтів до університетів, дозволяє відбирати кращих студентів та переорієнтовує самих абітурієнтів та їх батьків на якісну підготовку до ЗНО, але повернення творчих робіт зі спеціальностей, на які вступає абітурієнт, щоби виміряти креативність. Водночас, на думку Володимира Степановича, система ЗНО у перші роки після її запровадження мала такий недолік, що абітурієнти з великих міст мали більше шансів стати студентами, аніж школярі із сіл. Крім того, він є прибічником концепції, що заклад вищої освіти має самостійно визначати напрями прикладних наукових розробок
Володимир Пономаренко зазначав, що невеликі виші зі зменшенням кількості абітурієнтів самі закриються, проте вузькопрофільні виші, де не може бути великого набору, необхідно підтримувати на державному рівні.
Продовжувалась робота з розширення переліку міжнародних програм обміну та програм «подвійного» диплому серед вишів Франції, а також серед університетів Австрії, зокрема з Віденським університетом прикладних наук Technikum Wien та Університетом прикладних наук Верхньої Австрії (м. Штайр). Метою Володимира Пономаренка довести кількість студентів, які беруть участь у програмах подвійного диплому протягом найближчих років до 20 %. Також у травні 2011 року Володимир Пономаренко був нагороджений найвищою відзнакою Університету прикладних наук Верхньої Австрії «Золоте кільце».

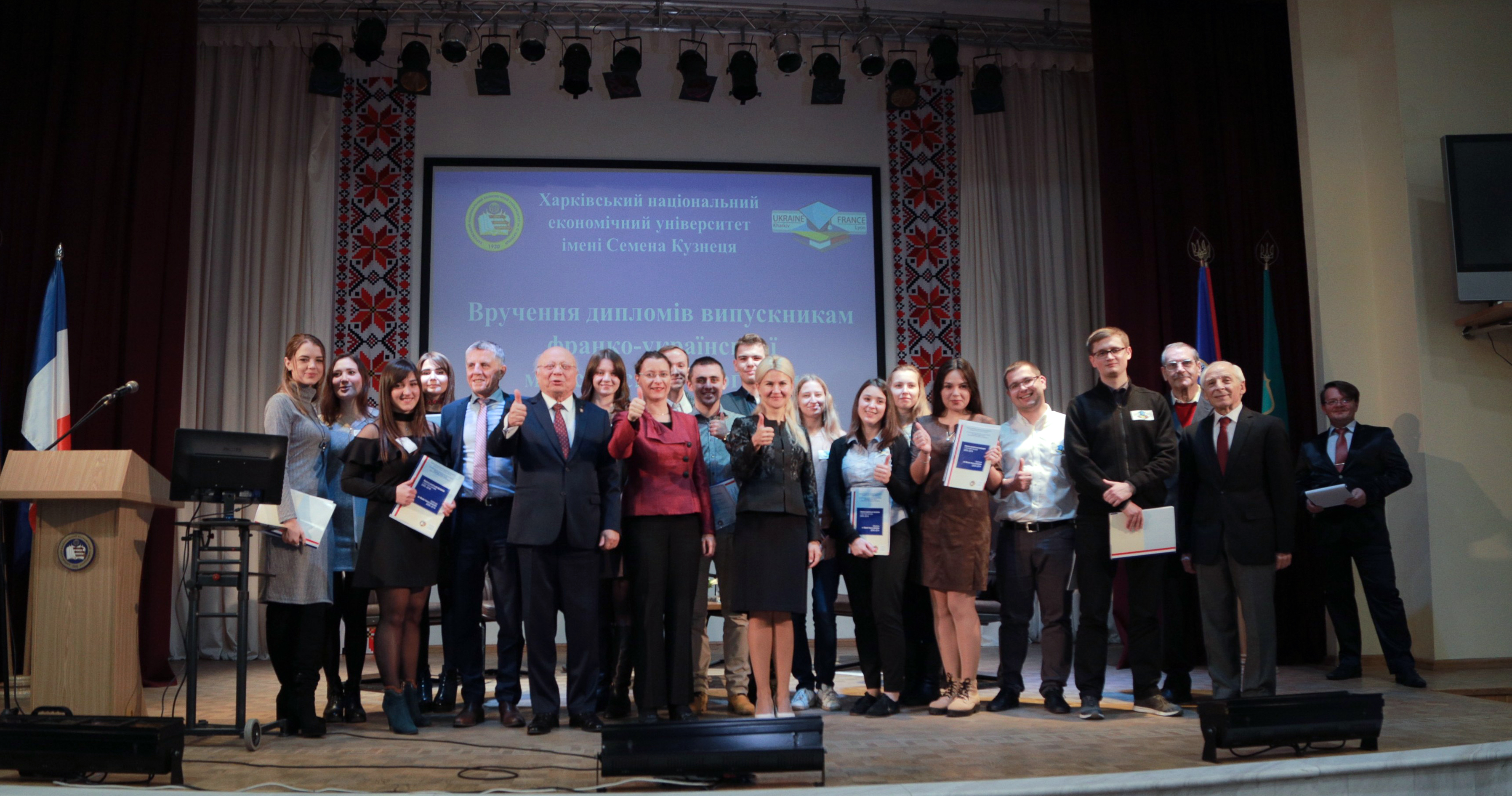
Вручення дипломів випускникам франко-української магістерської програми за участі Ректора ХНЕУ ім. С. Кузнеця Володимира Пономаренка, Голови Харківської ОДА Юлії Світличної та Надзвичайного і Повноважного Посла Франції в Україні Ізабель Дюмон. 26 жовтня 2017 року.

У вересні 2009 року Харківський національний економічний університет долучився до Університетської агенції франкофонії. Пізніше Володимиру Пономаренку надійшло запрошення від Університетської агенції Франкофонії стати її експертом у визначенні цінності проектів в регіональному центрі Центральної та Східної Європи у Бухаресті і у 2012 він став єдиним представником України в цій організації, при чому Україна в асоціації має статус спостерігача. А у травні 2013 року Володимир Пономаренко поїхав на Генеральну асамблею Університетської агенції франкофонії до Сан-Паулу, де був обраний до Асоціативної ради агенції. Як зізнається Володимир Степанович, під час презентації програм всі претенденти говорили загальними фразами. У своєму виступі він запропонував створити механізм поширення культури Франції через мотивацію студентів системою подвійних дипломів та профорієнтаційної роботи серед школярів. В результаті Володимир Пономаренко став одним з п'яти членів керівного органу асоціації. І саме за пропозицією Володимира Степановича протягом 2014—2015 років Україна та Сирія були звільнені від членських внесків в агенцію. А 25 жовтня 2013 року в університеті відкрився Центр університетської успішності, який є проектом Університетської агенції Франкофонії та дає можливість отримати відрядження чи стажування франкомовним науковцям, які доведуть перспективність своїх наукових розробок. Тоді ж Володимир Пономаренко був нагороджений орденом Академічних Пальм за внесок у поширення французької культури та діяльність у складі Всесвітньої асоціації франкофонії. Нагородження проводив Надзвичайний і Повноважний Посол Франції в Україні Ален Ремі.

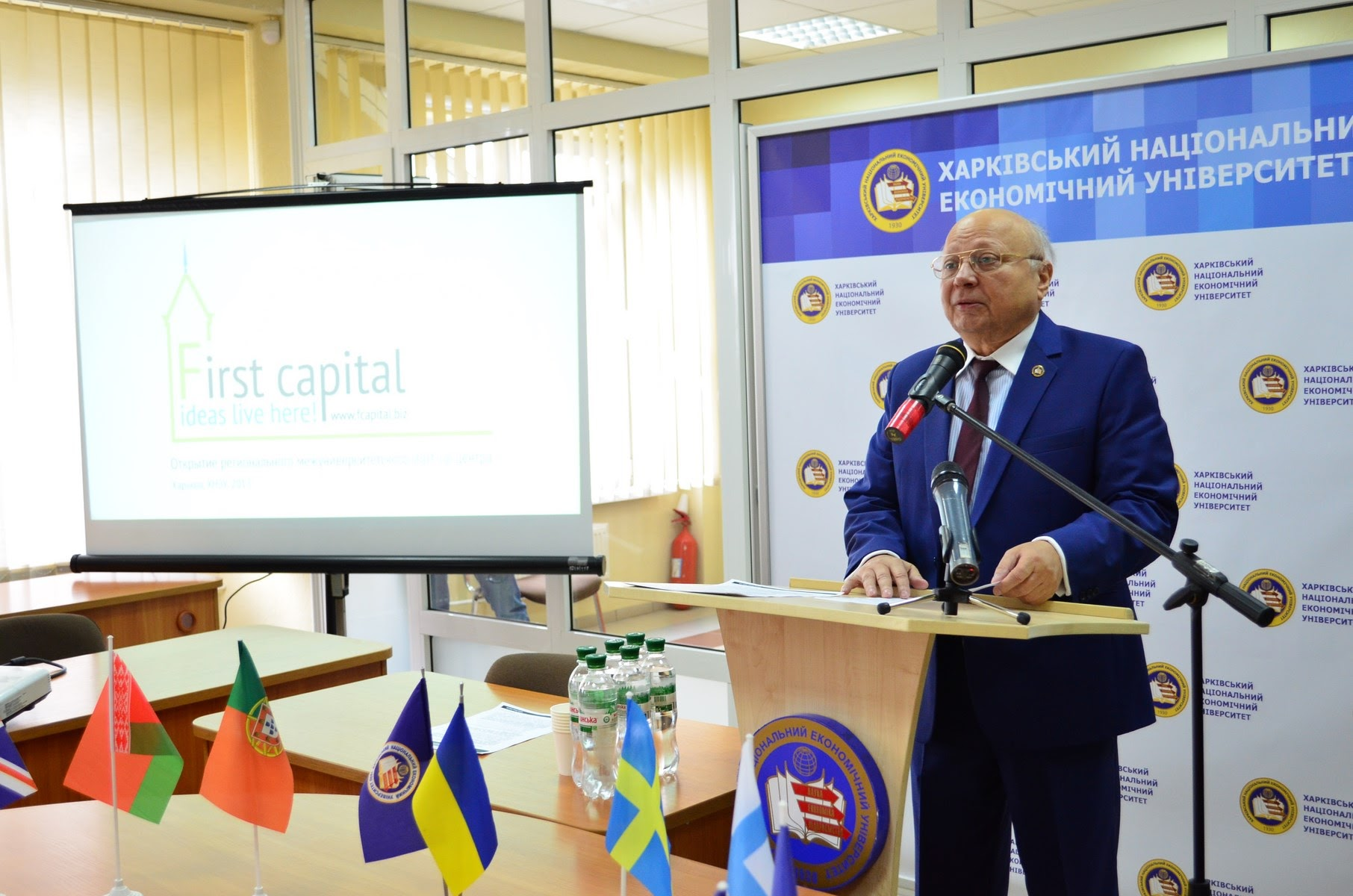
Володимир Пономаренко відкриває в ХНЕУ імені Семена Кузнеця Startup-центр «First Capital». 15 жовтня 2013 року.

У 2013 році Харківський національний економічний університет отримав запрошення взяти участь у конференції Організації економічного співробітництва і розвитку, після чого за результатами конференції, у якій брав участь Володимир Пономаренко, долучився до Програми управління вищими навчальними закладами цієї організації. Це дає університету доступ до одної з найбільших статистичних баз даних у світі, залучення його науковців як партнерів та експертів до міжнародних проектів тощо. Крім того, в рамках європейського проекту TEMPUS SUCSID у Харківському національному економічному університеті імені Семена Кузнеця у жовтні 2013 року було відкрито регіональний міжуніверситетський стартап-центр «First Capital» з метою розвитку молодіжного підприємництва та підготовки молоді до підприємницької діяльності.
У 2008 році під керівництвом Володимира Пономаренка було створено «Кодекс професійної та організаційної культури працівників і студентів Харківського національного економічного університету». Одночасно була створена система рейтингової оцінки професорів і викладачів університету. А 14 жовтня 2013 року Міністерство освіти і науки України надало Харківському національному економічному університету ім'я лауреата Нобелівської премії з економіки Семена (Саймона) Кузнеця після відповідного клопотання трудового колективу вишу за згоди його нащадків.

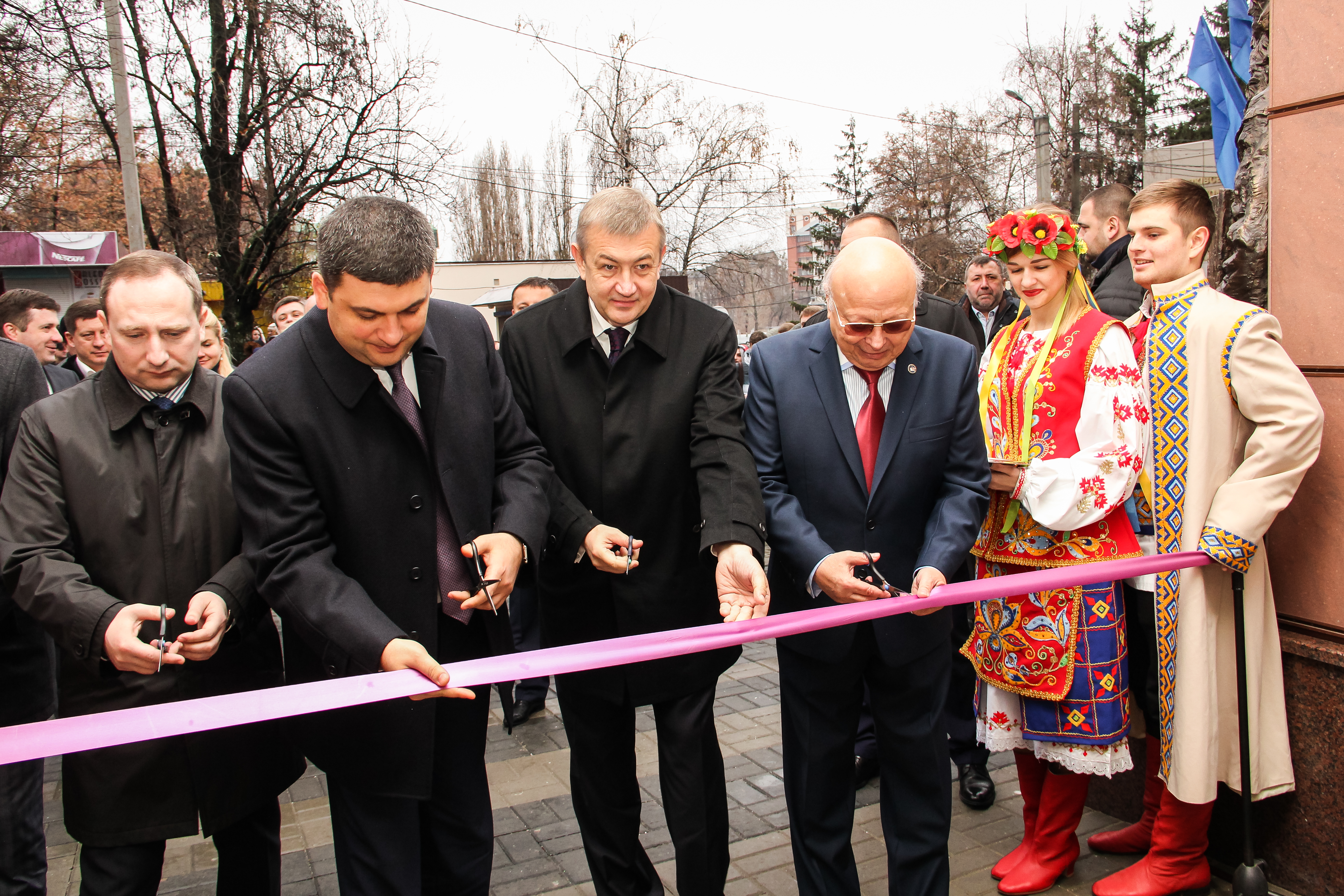
Церемонія відкриття нового Аудиторного корпусу Харківського національного економічного університету імені Семена Кузнеця з нагоди 85-річчя з дня заснування університету. Ректор університету Володимир Пономаренко перерізає стрічку разом з почесними гостями. 30 листопада 2015 року.

У 2011 році почалось спорудження нового семиповерхового навчального корпусу із баштою з годинником. Зокрема, 25 жовтня 2011 року відбулось закладання Володимиром Пономаренком у фундамент нового корпусу послання студентам 2111 року. Під час проектування та будівництва Володимир Степанович детально вдавався у всі подробиці, пов'язані з будівництвом: він погоджував чи бракував ескізи, сам робив начерки — з тією метою, щоби новий корпус ззовні та в середині мав оригінальний вигляд відповідний університету світового рівня. Спочатку планувалося створити башту з елементами українського орнаменту, але кінцевий варіант був виконаний у стилі сталінського ампіру та має схожість із лондонським «Біг-Беном». Святкування в університеті з нагороди відкриття нового корпусу відбулось 27 листопада 2015 року, а 30 листопада новий корпус з баштовим годинником, який назвали «Small Sam», відвідав Голова Верховної Ради України Володимир Гройсман. Також на початку 2010-х років тривав капітальний ремонт гуртожитків, в яких облаштовували спортивні зали Серед планів Володимира Пономаренка у майбутньому побудувати ще дві будівлі (навчальний корпус та гуртожиток) замість ангарів у дворі університету, з'єднати переходами усі корпуси та озеленити дахи корпусів університету, а також навіть університетський сквер.
Протягом 2015—2018 років Володимир Пономаренко значну увагу приділяв підвищенню позицій Харківського національного економічного університету імені Семена Кузнеця у рейтингах університетів світу, а також доступ до провідних наукометричних баз світу і включення журналу «Економіка розвитку» до них. Також з метою увічнення Семена Кузнеця та підвищення пізнаваності університету проводиться низка заходів, зокрема, міжнародна конференція «Економічний розвиток та спадщина Семена Кузнеця».
Володимир Пономаренко продовжує працювати над «Стратегією соціально-економічного розвитку Харківської області до 2015 року», перепрацювавши раніше створену стратегію до 2011 року. А у 2010 році під науковим керівництвом Володимира Пономаренка та доктора економічних наук, професора Миколи Кизима було розроблено «Основи сталого розвитку Харківської області до 2020 року», що базується на кластерному підході розвитку пріоритетних галузей економіки та передбачає розвиток за комбінованим сценарієм, який віддав перевагу у розвитку машинобудування та аграрно-промислового комплексу Харківської області. Продовжує Володимир Степанович працювати над проблемою підготовки фахівців-економістів, і у 2012 році виходить його узагальнююча монографія «Проблеми підготовки компетентних економістів і менеджерів», в якій на основі аналізу стану середньої та вищої освіти обґрунтовується положення про залежність коефіцієнту інтелекту учнів та студентів від їх успішності та визначається необхідність подальших змін у системі освіти з метою підготовки компетентних спеціалістів та пошуку відповідно до їх вмінь роботи для них. При цьому Володимир Пономаренко наголошує на падінні якості знань випускників шкіл з математики та фізики, а також є прибічником введення загальної навчальної компетентності, який включає тести IQ та на креативність.
31 березня 2010 року Володимира Пономаренка було введено до складу новоутвореного Харківського регіонального комітету з економічних реформ З 2011 року він входив до робочих групи «Сталий економічний розвиток, бізнес-клімат та інвестиції» та підгрупи з реформ освіти. Володимир Степанович попри часті зміни у складі цього дорадчого органу, залишався у його складі до початку жовтня 2014 року, коли регіональний комітет з економічних реформ було ліквідовано.
Володимир Пономаренко і в подальшому бере участь у розробці стратегій розвитку на Харківщині. Так, 2011 році він був включений до робочої групи з розробки «Стратегії розвитку міста Харкова до 2030 року», концепція якої була передана до виконавчого комітету Харківської міської ради у 2012 році. У 2016 році він брав участь у складі робочої групи з розробки «Стратегії розвитку міста Харкова до 2020 року», яка була затверджена у грудні того ж року.
Володимир Пономаренко на цей час є головним редактором цілої низки наукових економічних журналів, які видаються у Харкові, — «Бізнес Інформ» та «Економіка розвитку» (з 1997 року) та «Управління розвитком».
Також Володимир Степанович очолює секцію «Теоретичні основи і практичні рекомендації з проблем економічного розвитку регіону» Північно-Східного наукового центру НАН України.
Володимир Пономаренко певний час (станом на 2013 — початок 2014 рік) був головою Науково-експертної ради при Державній інспекції навчальних закладів України, а також входив станом на весну 2014 року до Атестаційної колегії Міністерства освіти і науки України.
У червні 2015 року Володимир Пономаренко став президентом відкритого у Харкові представництво Фундації «Альянс Франсез» у Харкові, яке займається популяризацією французької мови і культури, навчання французької мови та видає сертифікати проходження міжнародних іспитів з французької мови.
А 21 жовтня 2016 року Володимира Пономаренка після відповідної рекомендації від Вченої ради Київського національного економічного університету імені Вадима Гетьмана було обрано членом-кореспондентом Національної академії педагогічних наук України до Відділення вищої школи.
Також Володимир Пономаренко був нагороджений Орденом «За заслуги» ІІ ступеня у 2013 році та Державною премією України в галузі науки і техніки за 2017 рік. Володимир Степанович став лауреатом рейтингу «Харків'янин року-2008». Його нагороджено відзнаками Міністерства освіти і науки України, Міністерства фінансів України, Національної академії педагогічних наук, Харківської обласної державної адміністрації, Харківської обласної ради, Харківської міської ради, Асоціації органів місцевого самоврядування Харківської області, громадських об'єднань тощо.
Крім того, Харківська міська рада за внесок у розвиток Харкова та України присвоїла Володимиру Пономаренку звання «Почесний громадянин міста Харкова» на своєму засіданні 22 червня 2012 року. А у День міста Харкова, 23 серпня 2012 року, відбулась урочиста церемонія нагородження нагрудними відзнаками «Почесного громадянина міста Харкова» на майдані Свободи за участі керівництва міста та області.

## Наукова діяльність

### Наукові дослідження

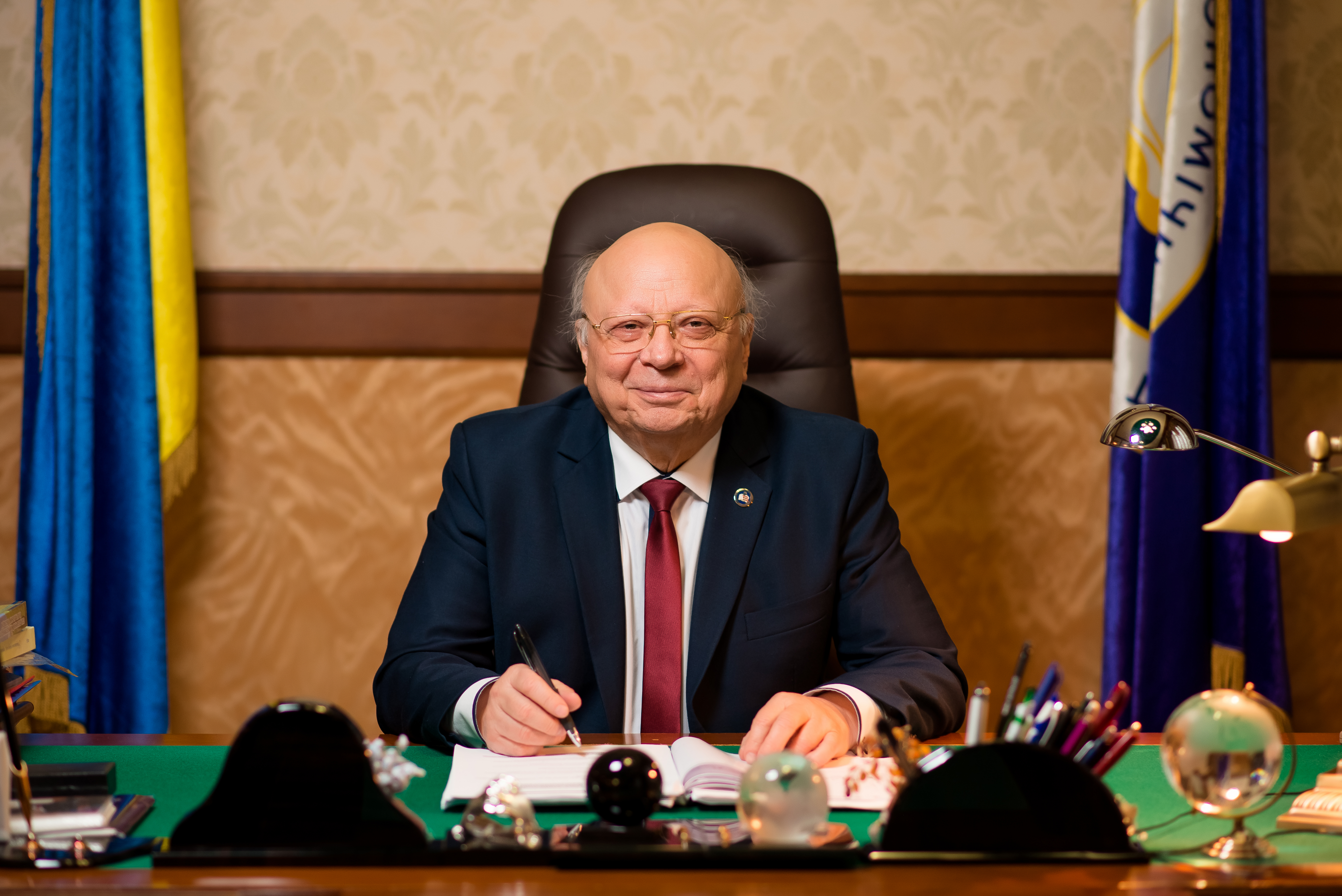
Володимир Пономаренко. 2018 рік.

До кола наукових інтересів Володимира Пономаренка входять економіко-математичні методи у дослідженні виробничих систем та їх імітаційне моделювання, проблеми стратегічного управління підприємством в умовах перехідної економіки, застосування в управлінні підприємством сучасних інформаційних технологій, а також проблеми соціально-економічного розвитку регіонів та розвитку вищої школи.
У 1970-х роках Володимир Пономаренко працює над проблемами оперативного управління роботою конвеєрних ліній на машинобудівних підприємствах Харкова та Мінська, та є одним з перших дослідників у сфері імітаційного моделювання технологічних процесів у СРСР. Через недоліки у проектуванні та управлінні масових виробництв нерідко виникали ситуації неритмічної роботи або навіть простої конвеєрів на великих машинобудівних заводах, що призводило до значних економічних втрат. В результаті досліджень та застосування методу імітаційного моделювання вдалося створити імітаційну модель та було запропоновано алгоритми оптимізації параметрів виробничої системи конвеєрного складання, що дало змогу поліпшити ритмічність та оперативність управління роботи конвеєрних ліній. Зокрема, це було досягнуто завдяки створенню імітаційної моделі складального конвеєра із додатковими конвеєрами, яка враховує їхню синхронну роботу. Результати цих наукових досліджень були опубліковані у кандидатській дисертації Володимира Пономаренка «Удосконалення оперативним управлінням виробництвом (на прикладі систем конвеєрного складання виробів)». Після захисту дисертації він продовжує досліджувати проблеми підсистем управління в економічних та організаційно-технічних системах різного рівня.
Після повернення з Народної Республіки Конго Володимир Пономаренко повертається до дослідження проблем імітаційного моделювання. Проте в умовах «перебудови» та процесу розпаду Радянського Союзу та утворення незалежної України Володимир Пономаренко розглядає питання систем управління на більш глобальному рівні — стратегічного управління підприємством в умовах перехідної економіки, оскільки проблема стратегічного управління за умов нестійкої економічної ситуації раніше не досліджувалась українською та світовою економічною наукою. Для цього Володимир Степанович досліджує вертикальний та структурний баланс, підходи до вирішення завдань фінансової, виробничої та управлінської політики 105 підприємств Харківської області, що дало змогу групувати їх за цими характеристиками. В результаті Володимир Пономаренко сформулював більш широкі концептуальні моделі та розробив засади і принципи стратегічного управління підприємством. Ним було запропоновано ситуаційно-ресурсний підхід, який базується на принципах ефективного використання й відтворення фінансових, матеріальних, трудових та інформаційних ресурсів з урахуванням притаманних їм особливостей. Також на основі ситуаційно-ресурсного підходу із застосуванням методу динамічного аналізу ієрархій було розроблено метод стратегічних планів. Разом з цим проблема стратегічного управління підприємством була розбита на множину завдань, які мали вирішуватись окремими структурними підрозділами підприємства. В основу цієї концепції був покладений також принцип диверсифікації діяльності підприємства. Також Володимиром Пономаренком була запропонована структурна економічна політика держави, яка має підвищити результативність роботи менеджменту та сприяти виходу з економічної кризи підприємств на заміну тодішньому фіскально-монетарному інструментарію державної економічної політики України 1990-х років. Результати цих досліджень були представлені в докторській дисертації «Стратегічне управління підприємством», що була успішно захищена у 1999 році та монографії на основі дисертації, яка була опублікована того ж року.
Надалі теорія стратегічного управління та розвитку підприємства, яка базується на ситуаційно-ресурсному підході, була більш глибоко досліджена, а наукові результати були представлені в низці колективних монографій. При цьому проблема інформації як окремого ресурсу підприємства виокремилася в окремий напрям наукових досліджень.
У 2001 році Володимир Пономаренко за дорученням тодішнього Голови Харківської обласної державної адміністрації Євгена Кушнарьова починає роботу над стратегією соціально-економічного розвитку Харківської області до 2011 року, для чого було зібрано команду із залученням науковців з інших харківських вишів. У її роботі на базі науково-дослідної лабораторії соціально-економічних проблем суспільства Харківського національного економічного університету брали участь Євген Кушнарьов, Олександр Кривцов, Микола Кизим, Анатолій Дуленко, Павло Бубенко, Ігор Райнін. Концепція, яку було завершено у 2003, базувалась на ієрархії змісту та мети соціально-економічного розвитку (якість життя, економічний розвиток регіону, ефективність використання природних ресурсів), яка передбачала, що якість життя є найвищим рівенем ієрархії. Проаналізувавши стан господарства Харківської області, були визначені пріоритетні галузі та було змодельовано варіанти і сценарії розвитку. В результаті найбільш придатною стала інвестиційна модель розвитку індустріально-аграрного енерговиробничого циклу. У стратегії також пропонувалось змінити розподіл податків та зборів з метою збільшення дохідної частини бюджету області. Були визначені райони Харківської області, в яких необхідно було у першу чергу підвищити економічний розвиток. Пріоритетними галузями стали сільське господарство (тваринництво), харчова промисловість (більш глибока переробка сільськогосподарської продукції, розвиток кондитерської, молочної, м'ясної, тютюнової, пивоварної, лікеро-горілчаної галузей) та сільськогосподарського машинобудування, а статус перспективної отримала хіміко-фармацевтична галузь. Також пропонувалось реорганізувати промислові підприємства сільськогосподарського машинобудування Харкова («Харківський завод тракторних двигунів», «Серп и молот», «Харківський тракторний завод»), розділивши кожне з них на закрите та відкрите акціонерні товариства з тією метою, щоби на основі перших двох закритих акціонерних підприємств створити холдинговий концерн ЗАТ «Двигун». А його в свою чергу об'єднати із ЗАТ «ХТЗ» у концерн ЗАТ «Тракторний двигун». Нові концерни мали б разом з банками утворити промислово-фінансову групу, а відкриті акціонерні товариства промислових підприємств могли б утворювати спільні підприємства з іншими сільськогосподарськими виробниками. Під час роботи над програмою Володимир Пономаренко став прибічником концепції, що Харківська область має зосередитись на екологічно чистому сільському господарстві, а також на сільськогосподарському та енергетичному машинобудуванні. Цієї думки він дотримується досі. Цю стратегію було визнано інноваційною та такою, що не мала аналогів в Україні на той час.
У 2006—2008 роках Стратегію соціально-економічного розвитку Харківської області до 2011 року було перероблено та доопрацьовано на базі лабораторії соціально-економічних проблем суспільства університету на період до 2015 року за участі, зокрема, Арсена Авакова, Володимира Бабаєва, Миколи Кизима, О. Тищенка, Анатолія Дуленка, Ігоря Райніна, Юлії Сміцької.
У 2010 році під науковим керівництвом Володимира Пономаренка та доктора економічних наук, професора Миколи Кизима та загальним керівництвом Михайла Добкіна, Сергія Чернова, Юрія Сапронова та Геннадія Кернеса було розроблено «Основи сталого розвитку Харківської області до 2020 року», в основу якої було покладено програму тодішнього Президента України Віктора Януковича «Україна для людей» та рекомендації ООН щодо концепції сталого розвитку. Аналіз динамічної моделі можливих сценаріїв розвитку до 2020 року за допомоги концепції економічних кластерів показав найбільш придатним розвиток за комбінованим сценарієм, який надає перевагу у розвитку машинобудування та аграрно-промислового комплексу Харківської області. Також було запропоновано кількісні порогові індикатори для забезпечення моніторингу розвитку Харківщини. Розробка відбувалась на базі науково-дослідної лабораторії соціально-економічних проблем суспільства Харківського національного економічного університету.
У 2011 році Володимир Пономаренко був включений до робочої групи з розробки «Стратегії розвитку міста Харкова до 2030 року», концепція якої була передана до виконавчого комітету Харківської міської ради у 2012 році для доопрацювання, але подальша доля документу невідома. У 2016 році Володимир Степанович брав участь у складі робочої групи в розробки «Стратегії розвитку міста Харкова до 2020 року», яка базувалась на «Концепції стратегії розвитку міста Харкова до 2030». Протягом літа 2016 року було напрацьовано положення стратегії, після чого вона була презентована у вересні 2016 року, а у грудні — була затверджена міською радою.
На початку 2000-х років в умовах поступових змін в українській освіті Володимир Пономаренко звертає увагу на проблеми реформування та розвитку вищої економічної освіти. У 2003 році виходить його (у співавторстві з Миколою Афанасьєвим та Г. Задорожним) програмна стаття «Концепцією розвитку економічної освіти в Україні», у якій обґрунтовується нова та модерна на той час схема підготовки фахівців-економістів у вищій школі: молодший спеціаліст — бакалавр — магістр — кандидат наук — доктор наук та необхідність запровадження кредитно-модульної системи, тісніших зв'язків освіти з наукою і виробничою сферою, а також інтеграції української освіти до європейського та світового освітніх просторів одночасно зі змінами у структурі спеціальностей та оптимізацією мережі вишів. 2006 року було опубліковано його «Концептуальні засади розвитку економічного університету», де проблематика попередньої програмної статті поширюється на заклад вищої освіти в цілому. У подальшому його дослідження присвячені впровадженню системи «вища школа — бізнес-структура», механізмам управління державним замовленням в рамках університету для потреб ринку, а також системі планування, моніторингу, самооцінки роботи університету та проблемам діагностики у студентів відповідних здібностей до професіоналізації під час профорієнтаційної роботи в університеті. Практична реалізація цих програмних положень здійснюється у Харківському національному економічному університеті імені Семена Кузнеця.
Результатом роботи Володимира Пономаренка над проблемою підготовки фахівців-економістів стала узагальнююча монографія «Проблеми підготовки компетентних економістів і менеджерів», яка вийшла у світ у 2012 році. У ній проаналізовано стан середньої та вищої освіти, об'єктивність та ефективність оцінювання академічної успішності у школі та системою ЗНО та обґрунтовується положення про залежність коефіцієнту інтелекту учня і студента від його успішності та визначається необхідність подальших змін у системі освіти з метою підготовки компетентних спеціалістів, зокрема, через запровадження персональних навчальних систем і компетентнісного підходу, а також сприяння працевлаштуванню випускників. Також під науковим керівництвом Володимира Пономаренка було видано низку монографій, у яких досліджується історія та проводиться аналіз розвиток науки і освіти, результатів змін у Харківському національному економічному університеті імені Семена Кузнеця.
Так, протягом кінця 1990-х — кінця 2010-х років Володимир Пономаренко був науковим керівником низки науково-дослідницьких робіт, які охоплювали проблеми стратегічної діяльності підприємства, його управління, у тому числі його інтелектуальним капіталом за допомоги інформаційних систем, його розвитком та інвестуванням у ринковому середовищі в умовах трансформації соціально-економічних відносин, проблеми підвищення компетентності студентів за рахунок об'єднання інтересів вишів та підприємств і організацій, проблеми підтримки і впровадження електронного навчання у вишах, прогнозування потреб економіки у фахівцях із вищою освітою, а також проблеми взаємодії регіональних інститутів для розвитку економіки знань, засад інноваційного розвитку регіону та оцінка їх якості життя і конкурентоспроможності.
У травні 2018 році Володимира Пономаренка було нагороджено Державною премією України в галузі науки і техніки за наукову роботу «Інституційна трансформація фінансово-економічної системи України в умовах глобалізації» спільно з Володимиром Сіденком, Марією Скрипниченко, Інною Луніною, Іриною Запатріною, Ганною Блакитою, Ігорем Чугуновим, Ярославом Квачем.
Також Володимир Степанович є головою спеціалізованої вченої ради із захисту докторських дисертацій у Харківському національному економічному університеті імені Семена Кузнеця..

### Наукова школа
Станом на початок 2018 року під науковим керівництвом Володимира Пономаренка було захищено 9 докторських та 19 кандидатських дисертацій зі спеціальностей економічного профілю.
Очолює школу «Розробка систем стратегічного управління промисловим підприємством» — одну з наукових шкіл наукову Харківського національного економічного університету імені Семена Кузнеця. До неї входять близько 60 осіб — близько 20 докторів та 40 кандидатів наук. До учнів Володимира Степановича належать: доктори наук — Валерій Горбатов, Володимир Зінченко, Микола Куркін, Людмила Малярець, Ірина Отенко, Людмила Піддубна; кандидати наук — Ірина Астахова, Євген Богуславський, Олексій Бурлаков, Олег Гарін, Надія Громика, Ердал Гюрьяй, Олеся Ястремська.
Дисертації, захищені під науковим керівництвом Володимира Степановича мають єдність напрямів дослідження та подібні методологічні підходи, а також високий рівень наукової культури. Науковці школи досліджували проблеми організації стратегічного менеджменту підприємств у кризових ситуаціях та із застосуванням сучасних інформаційних систем. Зокрема, дослідження були присвячені проблемам інвестиційної привабливості підприємств та активізації інвестиційної діяльності (Коюда, Кузькін, Лисенко), управління фінансовими ресурсами та фінансовим забезпеченням розвитку підприємств (Карман), управління витрат з метою формування нової ринкової поведінки (Олег Гарін), розвитку підприємств (Єремейчук), а також управління промислового підприємства в цілому (Ірина Отенко), економічної безпеки (Наумік-Гладка), інтелектуального капіталу (Журавльова), економічної ефективності (Гонтарева), якості життя населення. Результати наукових досліджень також відображені у низці науково-дослідних робіт, виконаних за рахунок державного бюджету у Харківському національному університеті імені Семена Кузнеця та Науково-дослідному центрі індустріальних проблем розвитку НАН України, а також у Стратегіях соціально-економічного розвитку Харківської області до 2011, до 2015 та до 2020 року. Також ці результати впроваджені у навчальних програмах та курсах Харківського національного економічного університету імені Семена Кузнеця з проблем аудиту, менеджменту, державної служби, інформаційних систем в економіці, вебтехнологій та дизайну, моделювання систем, стратегічного управління, технологій захисту інформацій тощо.

## Науковий доробок
Володимир Пономаренко є автором та співавтором близько 350 наукових праць, зокрема, понад 110 монографій, близько 50 підручників та навчальних посібників, понад 50 навчально-методичних видань, понад 100 наукових статей, а також 3 патентів.
1. Пономаренко В. С. Совершенствование оперативного управления производством (на примере систем конвейерной сборки изделий): дис. … канд. экон. наук : 08.00.13 / Пономаренко Владимир Степанович. — Киев, 1979. — 130 с.
2. Пономаренко В. С. Стратегічне управління підприємством: дис. … д-ра екон. наук : 08.06.02 / Пономаренко Володимир Степанович. — Харків, 1999. — 423 с. — Бібліогр.: с. 409—423.
3. Пономаренко В. С. Информационные технологии / В. С. Пономаренко, А. И. Пушкарь, И. В. Журавлева. — Харьков: Региональный центр новых информационных технологий, 1997. — 84 с.
4. Пономаренко В. С. Методы и модели финансового обеспечения развития предприятия / В. С. Пономаренко, А. И. Пушкарь. — Харьков: Изд. ХГЭУ, 1997. — 160 с.
5. Пономаренко В. С. Модели управления персоналом корпораций / В. С. Пономаренко, А. И. Пушкарь, Ле Ван Шон. — Харьков: Изд. ХГЭУ, 1997. — 231 с.
6. Сироштан Н. А. Общество, наука и технология / Н. А. Сироштан, Т. С. Клебанова, В. С. Пономаренко. — Харьков: Изд. ХГЭУ, 1997. — 104 с.
7. Пономаренко В. С. Стратегічне управління підприємством / В. С. Пономаренко. — Харків: Основа, 1999. — 619 с.
8. Механизм управления предприятием: стратегический аспект / В. С. Пономаренко, Е. Н. Ястремская, В. М. Луцковский и др. — Харьков: Изд. ХГЭУ, 2002. — 251 с.
9. Економічні та соціальні аспекти управління інвестиційною діяльністю: монографія / В. С. Пономаренко, В. М. Гриньова, Н. М. Лисиця, О. М. Ястремська. — Харків: Вид. ХДЕУ, 2003. — 179 с.
10. Пономаренко В. С. Рівень і якість життя населення України / В. С. Пономаренко, М. О. Кизим, Ф. В. Узунов. — Харків: ВД «ІНЖЕК», 2003. — 224 с.
11. Пономаренко В. С. Стратегія розвитку підприємства в умовах кризи / В. С. Пономаренко, О. М. Тридід, М. О. Кизим. — Харків: ВД «ІНЖЕК», 2003. — 323 с.
12. Пономаренко В. С. Стратегія соціально-економічного розвитку Харківської області на період до 2011 року (стислий виклад) / авт. кол.: В. С. Пономаренко, О. М. Тридід, О. М. Ястремська; Харківська обл. держ. адмін. — Харків: ВД «ІНЖЕК», 2003. — 203 с.
13. Проблемы развития современного общества: культура, инновации, высокие технологии и экология / В. Н. Гринёва, П. Д. Дудко, А. Г. Крюк, В. С. Пономаренко и др. — Харьков: Изд. ХГЭУ, 2003. — 299 с.
14. Пономаренко В. С. Моделювання поведінки інвестора на фондовому ринку / В. С. Пономаренко, О. В. Раєвнєва, К. А. Стрижиченко. — Харків: ВД «ІНЖЕК», 2004. — 260 с. — Бібліогр.: с. 197—205.
15. Пономаренко В. С. Экономическая безопасность региона: анализ, оценка, прогнозирование / В. С. Пономаренко, Т. С. Клебанова, Н. Л. Чернова. — Харьков: ИД «ИНЖЭК», 2004. — 143 с.
16. Рівень і якість життя населення / Є. П. Кушнарьов, В. С. Пономаренко, О. С. Кривцов та ін. — Харків: ВД «ІНЖЕК», 2004. — 271 с.
17. Стратегія соціально-економічного розвитку Харківської області на період до 2011 року = Strategy of socio-economic development of Kharkiv region for the period until 2011 / [за заг. ред. Є. П. Кушнарьова]; Харківська обласна державна адміністрація. — Харків: ВД «ІНЖЕК», 2004. — 447 с.: іл. — Бібліогр.: с. 445—447.
18. Горбатов В. М. Уровень и качество жизни населения Автономной Республики Крым = Standards of Living and Quality of Life of the Population of the Autonomous Republic of Crimea: монография / В. М. Горбатов, В. С. Пономаренко, Н. А. Кизим; Ин-т пробл. развития общества. — Харьков: ИД «ИНЖЭК», 2005. — 239 с.: ил. — (Региональная экономика). — Библиогр.: c. 203—213.
19. Інтеграція вищої економічної освіти у європейський освітній простір: тематичний збірник нормативно-правових документів /
уклад. М. В. Афанасьєв; заг. ред. В. С. Пономаренка; Харк. нац. екон. ун-т. — Харків: Вид. ХНЕУ, 2005. — 143 с.
20. Нариси з історії Харківського національного економічного університету (1930—2005 рр.): монографія / Д. Ю. Михайличенко, В. Є. Єрмаченко, О. А. Сахно; під заг. ред. В. С. Пономаренка; Харк. нац. екон. ун-т. — Харків: ВД «ІНЖЕК», 2005. — 326 с.: іл.; фотогр. — Бібліогр.: с. 313—325.
21. Пономаренко В. С. Механізм прийняття управлінських рішень на підприємстві: процесний підхід / В. С. Пономаренко, С. В. Мінухін, О. М. Беседовський. — Харків: Вид. ХНЕУ, 2005. — 238 с.: іл. — Бібліогр.: с. 217—226.
22. Пономаренко В. С. Цілочисельне програмування в економіці / В. С. Пономаренко, Д. Ю. Голубничий, В. Ф. Третяк. — Харків: Вид. ХНЕУ, 2005. — 203 с.: іл. — Бібліогр.: с. 198—202.
23. Проблеми підвищення ефективності наукової, освітньої, інвестиційної, діяльності та корпоративного управління. Пропозиції Харківського національного економічного університету щодо вдосконалення законодавчого та нормативного забезпечення / В. С. Пономаренко, М. В. Афанасьєв, Ю. Б. Іванов [та ін.]; Харк. нац. екон. ун-т. — Харків: Вид. ХНЕУ, 2005. — 60 с.: іл. — Бібліогр.: с. 57–59.
24. Стратегічне управління організаційними перетвореннями на промислових підприємствах: наукове видання / В. С. Пономаренко, А. М. Золотарьов, О. М. Ястремська та ін. — Харків: Вид. ХНЕУ, 2005. — 451 с.: іл. — Бібліогр.: с. 286—300.
25. Інновації: проблеми науки і практики = Innovations: problems of science and practice: монографія / В. С. Пономаренко, В. П. Семиноженко, О. І. Амоша [та ін.]; Наук.-дослід. центр індустр. пробл. розвитку НАН Укр.; Харк. нац. екон. ун-т. — Харків: ВД «ІНЖЕК», 2006. — 335 с. : іл. — Бібліогр.: с. 335.
26. Конкурентоспроможність: проблеми науки і практики = Competitiveness: problems of science and practice / В. С. Пономаренко, Ю. Б. Іванов, І. П. Отенко [та ін.]; Наук.-дослід. центр індустр. пробл. розвитку НАН Укр. ; Харк. нац. екон. ун-т. — Харків: ВД «ІНЖЕК», 2006. — 246 c.: іл.
27. Корпоративное управление машиностроительным предприятием: проблемы, пути решения = Corporate management of machine-building enterprise: problems, methods of problem solving: монография / кол. авт.: В. С. Пономаренко, Е. Н. Ястремская, В. М. Луцковский [и др.]; Науч.-исслед. центр индустр. пробл. развития НАН Укр. — Харьков: ИД «ИНЖЭК», 2006. — 230 с.: ил. — Библиогр.: с. 205—209.
28. Пушкарь А. И. Стратегическое управление развитием электронного бизнеса и информационных ресурсов предприятия (модели, стратегии, механизмы) / А. И. Пушкарь, Е. Н. Грабовский, Е. В. Пономаренко. — Харьков: Изд. ХНЭУ, 2006. — 478 с.: ил. — Библиогр.: с. 386—400.
29. Управління трудовим потенціалом / В. С. Пономаренко, В. М. Гриньова, М. М. Салун та ін. — Харків: Вид. ХНЕУ, 2006. — 346 с.: іл. — Бібліогр.: с. 321—336.
30. Інновації: проблеми науки та практики = Innovations: problems of science and practice / В. С. Пономаренко, І. Ю. Матюшенко, В. В. Волошин [та ін.]; Наук.-дослід. центр індустр. пробл. розвитку НАН Укр.; Харк. нац. екон. ун-т. — Харків: ВД «ІНЖЕК», 2007. — 208 с.
31. Конкурентоспроможність: проблеми науки та практики = Competitiveness: problems of science and practice / В. С. Пономаренко [та ін.]; Наук.-дослід. центр індустр. пробл. розвитку НАН Укр.; Харк. нац. екон. ун-т. — Харків: ВД «ІНЖЕК», 2007. — 264 с.
32. Корпорації та інтегровані структури: проблеми науки та практики / В. С. Пономаренко, В. М. Горбатов, М. О. Кизим [та ін.]; Наук.-дослід. центр індустр. пробл. розвитку НАН Укр.; Харк. нац. екон. ун-т. — Харків: ВД «ІНЖЕК», 2007. — 344 с.
33. Пономаренко В. С. Налогообложение: проблемы науки и практики / В. С. Пономаренко, Ю. Б. Иванов. — Харьков: ИД «ИНЖЭК», 2007. — 336 с.
34. Проблеми підвищення ефективності наукової, освітньої, інвестиційної діяльності та корпоративного управління. Пропозиції Харківсько-
го національного економічного університету щодо вдосконалення законодавчого та нормативного забезпечення [Текст] / В. С. Пономаренко [та ін.]; Харк. нац. екон. ун-т. — Харків: Вид. ХНЕУ, 2007. — 60 с. — Бібліогр.: с. 57–59.
35. Російсько-український словник сталих науково-технічних та економічних зворотів: довідкове видання / уклад. О. С. Черемська, Г. Г. Гайдамака; за заг. ред. В. С. Пономаренка; Харк. нац. екон. ун-т. — Харків: ВД «ІНЖЕК», 2007. — 151 с. — Бібліогр.: с. 150—151.
36. Бізнес-моделювання і управління потоками робіт та документообігом в економічних системах: монографія / під заг. ред. В. С. Пономаренка. — Харків: Вид. ХНЕУ, 2008. — 320 с.
37. Досвід організації наукової діяльності в Харківському національному економічному університеті / під заг. ред. В. С. Пономаренка. — Харків: Вид. ХНЕУ, 2008. — 40 с.
38. Кодекс професійної етики та організаційної культури працівників і студентів Харківського національного економічного університету / під заг. ред. В. С. Пономаренка. — Харків: Вид. ХНЕУ, 2008. — 32 с.
39. Конкурентоспроможність: проблеми науки та практики = Competitiveness: problems of science and practice: монографія, присвяч. 90-річному ювілею НАН Укр. / під ред. В. С. Пономаренка, М. О. Кизима, О. М. Тищенка; Харк. нац. екон. ун-т. — Харків: ВД «ІНЖЕК», 2008. — 228 с.: іл.
40. Методы и модели планирования ресурсов в GRID-системах = Methods and models of resource planning in GRID-systems: монография / В. С. Пономаренко, С. В. Листровой, С. В. Минухин, С. В. Знахур; Харьк. нац. экон. ун-т. — Харьков: ИД «ИНЖЭК», 2008. — 407 с.: ил. — Библиогр.: с. 391—407.
41. Методи та моделі розроблення комп'ютерних систем і мереж / В. С. Пономаренко, С. В. Мінухін, С. В. Кавун [та ін.]. — Харків: Вид. ХНЕУ, 2008. — 315 с.: іл. — Бібліогр.: с. 303—311.
42. Модели развития инфраструктуры инновационной деятельности современного университета / В. С. Пономаренко, Ю. Г. Лега, М. А. Хвесик и др. — Черкассы, 2008. — 604 с.
43. Нанотехнологія та її інноваційний розвиток = Nanotechnology and its innovative development / В. С. Пономаренко, Ю. Ф. Назаров, В. П. Свідерський, І. М. Ібрагімов; Харк. нац. екон. ун-т. — Харків: ВД «ІНЖЕК», 2008. — 278 с.: іл. — Бібліогр.: с. 277—278.
44. Положення про організацію навчального процесу в кредитно-модульній системі підготовки фахівців / уклад. М. В. Афанасьєв; наук. кер. В. С. Пономаренко; Харк. нац. екон. ун-т. — Харків: Вид. ХНЕУ, 2008. — 242 c.: іл.
45. Пономаренко В. С. Інновації: проблеми науки та практики / В. С. Пономаренко, О. М. Ястремська. — Харків: ВД «ІНЖЕК», 2008. — 232 с.
46. Пономаренко В. С. Концептуальні основи економічної безпеки / В. С. Пономаренко, С. В. Кавун; Харк. нац. екон. ун-т. — Харків: Вид. ХНЕУ, 2008. — 255 с.: іл. — Бібліогр.: с. 232—244.
47. Пономаренко В. С. Проблеми забезпечення умов підвищення ефективності наукової та освітньої діяльності у вищих навчальних закладах. Пропозиції ХНЕУ щодо вдосконалення законодавчого та нормативного забезпечення: препринт / В. С. Пономаренко. — Харків: Вид. ХНЕУ, 2008. — 28 с.
48. Соціально-економічний розвиток України та її регіонів: проблеми науки та практики = Socio-economic development of the regions of Ukraine: problems of science and practice / В. С. Пономаренко, Ю. Б. Іванов, М. О. Кизим [та ін.]; Наук.-дослід. центр індустр. пробл. розвитку НАН Укр.; Харк. нац. екон. ун-т. — Харків: ВД «ІНЖЕК», 2008. — 300 с.: іл.
49. Стратегія соціально-економічного розвитку Харківської області на період до 2015 року = Strategy of socio-economic development of Kharkiv region for the period until 2015 / А. Б. Аваков, В. С. Пономаренко, В. М. Бабаєв та ін. — Харків: ВД «ІНЖЕК», 2008. — 347 с.: іл. — Бібліогр.: с. 319—325.
50. Формування та функціонування механізму корпоративного управління на промислових підприємствах / В. С. Пономаренко, О. М. Ястремська, В. М. Луцковський [та ін.]. — Харків: Вид. ХНЕУ, 2008. — 446 с.: іл. — Бібліогр.: с. 338—352.
51. Chernyshov S. I. The Problem Modeling of Economic Dynamics in Differential Form: pre-print / S. I. Chernyshov, V. S. Ponomarenko, A. V. Voronin. — Kharkiv: Publishing House of KhNUE, 2008. — 43 p.
52. Інновації: проблеми науки та практики = Innovations: Problems of Theory and Practice / під заг. ред. В. С. Пономаренка, М. О. Кизима, Ю. Б. Іванова; Харк. нац. екон. ун-т; Наук.-дослід. центр індустр. пробл. розвитку НАН Укр. — Харків: ВД «ІНЖЕК», 2009. — 192 с.: іл.
53. Конкурентоспроможність: проблеми науки та практики = Competitiveness: Problems of Science and Practice / під ред. В. С. Пономаренка, М. О. Кизима, О. М. Тищенка; Харк. нац. екон. ун-т; Наук.-дослід. центр індустр. пробл. розвитку НАН Укр. — Харків: ВД «ІНЖЕК», 2009. — 262 с.: іл.
54. Ліберманівські читання: економічна спадщина та сучасні проблеми = Liberman readings: economic legacy and modern problems / під заг. ред. В. С. Пономаренка, М. О. Кизима, О. Г. Зими; Харк. нац. екон. ун-т; Наук.-дослід. центр індустр. пробл. розвитку НАН Укр. — Харків: ВД «ІНЖЕК», 2009. — 295 с.: іл.
55. Пономаренко В. С. Аналіз даних у дослідженнях соціальноекономічних систем = Analysis of Data in Research of Socio-Economic Systems: монографія / В. С. Пономаренко, Л. М. Малярець; Харк. нац. екон. ун-т. — Харків: ВД «ІНЖЕК», 2009. — 430 c.: іл. — Бібліогр.: с. 340—369.
56. Пономаренко В. С. Механізм санаційного управління підприємством: засади формування та моделі реалізації = Mechanism of rehabilitation management of enterprise: bases of formation and models of realization: / В. С. Пономаренко, О. В. Раєвнєва, С. О. Степуріна; Харк. нац. екон. ун-т. — Харків: ВД «ІНЖЕК», 2009. — 303 с.: іл. — Бібліогр. : с. 199—211.
57. Современные проблемы моделирования социально-экономических систем = Modern problems of modelling of socio-economic system / под ред. В. С. Пономаренко, Н. А. Кизима, Т. С. Клебановой; Харьк. нац. экон. ун-т. — Харьков: ИД «ИНЖЭК», 2009. — 428 с.: ил.
58. Социально-экономическое развитие Украины и ее регионов: проблемы науки и практики = Socio-economic development of Ukraine and its regions: problems of science and practice / под ред. В. С. Пономаренко, Н. А. Кизима, Е. В. Раевневой; Науч.-исслед. центр индустр. пробл. развития НАН Укр. — Харьков: ИД «ИНЖЭК», 2009. — 462 с.: ил.
59. Бізнес-моделювання й управління потоками робіт і документообігом в економічних системах: монографія / В. С. Пономаренко, І. О. Золотарьова, С. В. Мінухін, О. В. Дорохов. — Харків: Вид. ХНЕУ, 2010. — 270 с.: іл. — Бібліогр.: с. 252—268.
60. Інтегровані структури бізнесу: проблеми теорії та практики оцінювання конкурентоспроможності = Integrated structures of business: problems of theory and practice of assessment of competitiveness / М. О. Кизим, В. С. Пономаренко, В. М. Горбатов, О. М. Ястремська; Харк. нац. екон. ун-т. — Харків: ВД «ІНЖЕК», 2010. — 367 с. : іл. — Бібліогр.: с. 290—310.
61. Конкурентоспроможність: проблеми науки та практики = Competitiveness: problems of science and practice / під ред. В. С. Пономаренка, М. О. Кизима, О. М. Тищенка; Харк. нац. екон. ун-т; Наук.-дослід. центр індустр. пробл. розвитку НАН Укр. — Харків: ВД «ІНЖЕК», 2010. — 374 с.: іл.
62. Ліберманівські читання — 2010: економічна спадщина та сучасні проблеми = Liberman readings — 2010: economic legacy and modern problems: / під заг. ред. В. С. Пономаренка, М. О. Кизима, О. Г. Зими; Харк. нац. екон. ун-т; Наук.-дослід. центр індустр. пробл. розвитку НАН Укр. — Харків: ВД «ІНЖЕК», 2010. — 471 с.: іл.
63. Налоговые реформы. Теория и практика / под ред. И. А. Майбурова, Ю. Б. Иванова. — Москва: ЮНИТИ-ДАНА, 2010. — 463 с.
64. Основи сталого розвитку Харківської області до 2020 року / М. М. Добкін, С. І. Чернов, Г. А. Кернес, В. С. Пономаренко. — Харків: ВД «ІНЖЕК», 2010. — 508 с.: іл.
65. Основы устойчивого развития Харьковской области до 2020 года: науч.-практ. доклад / М. М. Добкин, С. И. Чернов, Г. А. Кернес, В. С. Пономаренко. — Харьков: ИД «ИНЖЭК», 2010. — 526 с.: ил. — Библиогр.: с. 518—523.
66. Пономаренко В. С. Інновації: проблеми науки та практики / В. С. Пономаренко, І. В. Гонтарева. — Харків: ВД «ІНЖЕК», 2010. — 304 с.
67. Пономаренко В. С. Літопис Харківського національного економічного університету / В. С. Пономаренко, О. Г. Зима, В. Є. Єрмаченко. — Харків, 2010. — 218 с.
68. Социально-экономическое развитие Украины и ее регионов: проблемы науки и практики = Socio-economic development of Ukraine
and its regions: problems of science and practice / под ред. В. С. Пономаренко, Н. А. Кизима, Е. В. Раевневой; Харьковский нац. экон. ун-т; Науч.-исслед. центр индустр. проблем развития НАН Укр.; Высш. шк. бизнеса, Томский гос. ун-т. — Харьков: ИД «ИНЖЭК», 2010. — 340 с.: ил.
69. Сучасна україністика: наукові парадигми мови, історії, філософії. Ч. 1 / В. С. Пономаренко, Л. І. Коломієць, Р. Г. Руденко та ін. — Харків: ВД «ІНЖЕК», 2010. — 304 с.
70. Сучасна україністика: наукові парадигми мови, історії, філософії. Ч. 2 / В. С. Пономаренко, Л. І. Коломієць, Р. Г. Руденко та ін. — Харків: ВД «ІНЖЕК», 2010. — 196 с.
71. Харківський національний економічний університет. Досвід перетворень. 2000—2010 роки: [монографія] / В. С. Пономаренко, М. О. Кизим, Д. Ю. Михайличенко [та ін.]; за заг. ред. В. С. Пономаренка. — Харків: ВД «ІНЖЕК», 2010. — 423 с.: іл.; фотогр. — Бібліогр.: с. 326—331.
72. Інновації: проблеми науки та практики = Innovations: problems of science and practice / під заг. ред. М. О. Кизи-
ма, В. С. Пономаренка; Харк. нац. екон. ун-т; Наук.-дослід. центр індустр. пробл. розвитку НАН Укр. — Харків: [ВД «ІНЖЕК»], 2011. — 272 с.: іл.
73. Інтегрована система «вища школа — бізнес-структура»: методологія та концептуальні засади побудови = Integrated system «higher school — business structure»: methodology and conceptual basis of its formation / авт. кол.: В. С. Пономаренко, О. В. Раєвнєва, В. Є. Єрмаченко [та ін.]; Харк. нац. екон. ун-т. — Харків: ВД «ІНЖЕК», 2011. — 153 с.: іл. — Бібліогр.: с. 143—150.
74. Конкурентоспроможність: проблеми науки та практики / [І. В. Алєксєєв, Л. Л. Антонюк, Ю. Б. Іванов [та ін.]; під ред. В. С. Пономаренка]; Харк. нац. екон. ун-т.; Наук.-дослід. центр індустр. пробл. розвитку НАН Укр. — Харків: ВД «ІНЖЕК», 2011. — 346 с.: іл.
75. Концепція розвитку регіональної інноваційної системи Харківщини / під ред. В. С. Пономаренко. — Харків: ВД «ІНЖЕК», 2011. — 142 с.
76. Ліберманівські читання — 2011: економічна спадщина та сучасні проблеми = Liberman readings — 2011: economic legacy and modern problems: монографія в пам'ять засновника Харк. екон. шк. О. Г. Лібермана / [під заг. ред. В. С. Пономаренка, М. О. Кизима]; Харк. нац. екон. ун-т ; Наук.-дослід. центр індустр. пробл. розвитку НАН Укр. — Харків: ВД «ІНЖЕК», 2011. — 331 с.: іл.
77. Регіональна інноваційна система: теорія і практика = Regional Innovation System: Theory and Practice / О. П. Коюда, О. М. Тімонін, В. О. Коюда; [під наук. ред. В. С. Пономаренка]; Харк. нац. екон. ун-т. — Харків: ВД «ІНЖЕК», 2011. — 680 с.: іл.
78. Современные подходы к моделированию сложных социальноэкономических систем / [под ред. В. С. Пономаренко, Т. С. Клебановой, Н. А. Кизима]; Харьк. нац. экон. ун-т; Науч.-исслед. центр индустр. пробл. развития НАН Укр. — Харьков: ИД «ИНЖЭК», 2011. — 273 с.: ил.
79. Ліберманівські читання — 2012: економічна спадщина та сучасні проблеми / [за заг. ред. В. С. Пономаренка, М. О. Кизима] ; Наук.-дослід. центр індустр. пробл. розвитку НАН Укр. — Харків: ВД «ІНЖЕК», 2012. — 276 с.: іл.
80. Пономаренко В. С. Проблеми підготовки компетентних економістів та менеджерів в Україні / В. С. Пономаренко. — Харків: ВД «ІНЖЕК», 2012. — 327 с.: іл.; фотогр. — Бібліогр.: с. 181—185.
81. Пономаренко В. С. Проблемы подготовки компетентных экономистов и менеджеров в Украине: монография / В. С. Пономаренко. — Харьков: ИД «ИНЖЭК», 2012. — 346 с.: ил. — Библиогр.: с. 192—196.
82. Пономаренко В. С. Управління іміджем підприємства / В. С. Пономаренко, О. О. Ястремська. — Харків: Вид. ХНЕУ, 2012. — 239 с.: іл. — Бібліогр.: с. 197—212.
83. Пономаренко В. С. Управление развитием системы нормирования труда / В. С. Пономаренко, Г. В. Назарова, А. В. Семенченко. — Харьков: Изд. ХНЭУ, 2012. — 267 с.: ил. — Библиогр.: с. 195—210.
84. Провідні вчені Харківського національного економічного університету / авт.-уклад.: В. С. Пономаренко [та ін.]; під заг. ред. В. С. Пономаренка, М. О. Кизима. — Харків: ВД «ІНЖЕК», 2012. — 245 с. : іл.; фотогр.
85. Степанов В. П. Організація відеоконференцій у навчальному процесі / В. П. Степанов, О. І. Борозенець, О. В. Гороховатський; за заг. ред. В. С. Пономаренка. — Харків: Вид. ХНЕУ, 2012. — 59 с.: іл. фотогр. — Бібліогр.: с. 57.
86. Тридед А. Н. Моделирование социально-экономических систем: теория и практика / А. Н. Тридед; под ред. В. С. Пономаренко, Т. С. Клебановой, Н. А. Кизима; Харьк. нац. экон. ун-т. — Харьков: ИД «ИНЖЭК», 2012. — 585 с. : ил.
87. Економіка підприємства: компетентність і ефективність розвитку / В. С. Пономаренко та ін.; за заг. ред. В. С. Пономаренка. — Харків: ВД «ІНЖЕК», 2013. — 150 с. : іл. — Бібліогр.: с. 130—138.
88. Звіт Пономаренка В. С. за період роботи на посаді ректора (2007—2013 роки) / В. С. Пономаренко. — Харків: Вид. ХНЕУ, 2013. — 280 с.
89. Информационные технологии и системы в управлении, образовании, науке / А. А. Борисенко, Е. В. Василиу, С. А. Гнатюк [и др.]; под ред. В. С Пономаренко. — Харьков: Цифрова друкарня № 1, 2013. — 275 с.: ил. — Библиогр.: с. 262—275.
90. Пономаренко В. С. Доповідь ректора Харківського національного економічного університету професора Пономаренка В. С. про підсумки роботи у 2012 році / В. С. Пономаренко; Харк. нац. екон. ун-т. — Харків: Вид. ХНЕУ, 2013. — 66 с.
91. Пономаренко В. С. Модели оценки и анализа сложных социальноэкономичных систем / В. С. Пономаренко, Л. С. Гурьянова. — Харьков: ИД «ИНЖЭК», 2013. — 664 с.
92. Пономаренко В. С. Теорія та практика моделювання бізнес-процесів / В. С. Пономаренко, С. В. Мінухін, С. В. Знахур. — Харків: Вид. ХНЕУ, 2013. — 243 с.: іл. — Бібліогр.: с. 225—230.
93. Стратегічний план розвитку Харківського національного економічного університету на 2013—2020 роки / В. С. Пономаренко, Г. А. Полякова, О. В. Писарчук, Г. В. Білоконенко. — Харків: Вид. ХНЕУ, 2013. — 48 с.
94. Сучасні методи та моделі обробки даних в інформаційних системах / Беседовський О. М., Золотарьова І. О., Євсеєв С. П. [та ін.]; за заг. ред. Пономаренка В. С. — Харків: Вид. ХНЕУ, 2013. — 539 с.: іл. — Бібліогр.: с. 508—539.
95. Экономическая система доктора Шумпетера, излагаемая и критикуемая Саймоном Кузнецом / сост.: В. М. Московкин, Д. Ю. Михайличенко; под ред. В. С. Пономаренко; пер. Е. Е. Перчик; Харьк. нац. экон. ун-т. — Харьков: ИД «ИНЖЭК», 2013. — 127 с.: фотогр.
96. Ponomarenko V. S. Problemes de formation des economistes et managers competents en Ukraine: monographie / V. S. Ponomarenko. — Kharkiv: INGEK, 2013. — 352 p.
97. Гроші та кредит: компетентність і реалізація грошово-кредитної політики в Україні / О. М. Колодізєв [та ін.]; за заг. ред. В. С. Пономаренка. — Харків: ВД «ІНЖЕК», 2014. — 416 с.
98. Інноваційний розвиток регіонів України = Innovative development of regions of Ukraine / О. П. Коюда, В. О. Коюда, В. В. Воліков [та ін.]; під наук. ред. В. С. Пономаренка. — Харків: ВД «ІНЖЕК», 2014. — 363 с.: іл.
99. Информационные системы в управлении, образовании, промышленности / под ред. В. С. Пономаренко. — Харьков: Щедра садиба плюс, 2014. — 498 с.
100. Моделирование и информационные технологии в исследовании социально-экономических систем: теория и практика / под. ред. В. С. Пономаренко, Т. С. Клебановой. — Бердянск: ФЛ-П Ткачук А. В., 2014. — 604 с.
101. Пономаренко В. С. Управління забезпеченістю національної економіки фахівцями з вищою освітою: досвід перетворень, теоретико-інструментальне підґрунтя / В. С. Пономаренко, О. В. Раєвнєва, В. Є. Єрмаченко. — Харків: ФОП Александрова К. М., 2014. — 288 с.
102. Формування професійних компетентностей в умовах інформаційної економіки: монографія / В. С. Пономаренко, Г. В. Назарова, К. Г. Наумік [та ін.]. — Харків: ХНЕУ ім. С. Кузнеця, 2014. — 218 с.: іл. — Бібліогр.: с. 200—217.
103. Информационные технологии и защита информации в информационно-коммуникационных системах / Г. В. Алешин, А. Я. Белецкий, К. В. Биккузин [и др.]; под ред. В. С. Пономаренко. — Харків: [Щедра садиба плюс, 2015. — 485 с.: ил. — Библиогр.: с. 474—485.
104. Крок у майбутнє: 2011—2015 роки / В. С. Пономаренко, М. В. Афанасьєв, В. Є. Єрмаченко та ін.; Харк. нац. екон. ун-т ім. С. Кузнеця. — Харків: Золоті сторінки, 2015. — 219 с.: іл. — Бібліогр.: с. 214—217. [Архівовано 12 червня 2018 у Wayback Machine.]
105. Пономаренко В. С. Методологія комплексного оцінювання ефективності розвитку підприємств / В. С. Пономаренко, І. В. Гонтарева; за ред. В. С. Пономаренка. — Харків: ХНЕУ ім. С. Кузнеця, 2015. — 403 с.: іл. — Бібліогр.: с. 337—380.
106. Прикладные аспекты моделирования социально-экономических систем / под ред. В. С. Пономаренко, Т. С. Клебановой. — Харьков; Бердянск: Ткачук А. В., 2015. — 508 с.: ил.
107. Регулювання потреби у фахівцях з вищою освітою для національної економіки: методологічне та інформаційно-модельне забезпечення / В. С. Пономаренко, О. В. Раєвнєва, К. А. Стрижиченко [та ін.]; під наук. ред. В. С. Пономаренка, О. В. Раєвнєвої; Харк. нац. екон. ун-т ім. С. Кузнеця. — Харків: Александрова К. М., 2015. — 500 с.: іл. — Бібліогр.: с. 408—428.
108. Рекомендації щодо вдосконалення механізму фінансування науково-дослідних робіт у вищих навчальних закладах: наукове видання / В. В. Воліков, В. О. Коюда, О. П. Коюда; під наук. кер. В. С. Пономаренка; Харк. нац. екон. ун-т ім. С. Кузнеця. — Харків: ХНЕУ ім. С. Кузнеця, 2015. — 54 с.: іл.
109. Информационные технологии в управлении, образовании, науке и промышленности / А. Н. Беседовский, А. А. Бессонов, Н. А. Брынза [и др.]; под ред. В. С. Пономаренко. — Харьков: Изд. Рожко С. Г., 2016. — 564 с. : ил. — Библиогр.: с. 551—564.
110. Моделирование поведения хозяйствующих субъектов в условиях изменяющейся рыночной среды / под ред. В. С. Пономаренко, Т. С. Клебановой. — Харьков; Бердянск: Изд. Ткачук А. В., 2016. — 392 с.
111. Положення про моніторинг та самооцінку якості результатів навчання студентів у Харківському національному економічному університеті імені Семена Кузнеця / уклад. М. В. Афанасьєв; за наук. ред. В. С. Пономаренка; Харк. нац. екон. ун-т ім. С. Кузнеця. — Харків: ХНЕУ ім. С. Кузнеця, 2016. — 16 с. — (Система управління якістю. Організація освітнього процесу).
112. Збірник нормативно-оперативих документів із питань цивільного захисту / уклад.: О. Г. Зима, Д. О. Фадєєв; за заг. ред. В. С. Пономаренка; Харк. нац. екон. ун-т ім. С. Кузнеця. — Харків: ХНЕУ ім. С. Кузнеця, 2017. — 168 с. — Бібліогр.: с. 3–10.
113. Збірник організаційно-розпорядчих документів із питань цивільного захисту / уклад.: О. Г. Зима, Д. О. Фадєєв; за заг. ред. В. С. Пономаренка; Харк. нац. екон. ун-т ім. С. Кузнеця. — Харків: ХНЕУ ім. С. Кузнеця, 2017. — 218 с. — Бібліогр.: с. 211—213.
114. Інформаційні технології: проблеми та перспективи / за заг. ред. В. С. Пономаренка. — Харків: Вид. Рожко С. Г., 2017. — 446 с.: іл. — Бібліогр.: с. 434—446.
115. Пономаренко В. С. Анализ оборачиваемости ресурсов предприятия / В. С. Пономаренко. — Деп. в ГПНТБ Укр. 22.02.94, № 387-Ук.
116. Пономаренко В. С. Содержание и сущность стратегии предприятия / В. С. Пономаренко ; Харьк. гос. экон. ун-т. — Харьков, 1996. — 12 с. — Деп. в ГПНТБ Укр. 04.04.96, № 897-Ук.96.
117. Ponomarenko V. S. Planification regionale et l'amenagement de l'espace / V. S. Ponomarenko. — Maison d'ditions de l'universit de BZV, 1985. — 228 р.
118. Пономаренко В. С. Актуальные проблемы экономической теории / В. С. Пономаренко. — Харьков: Серп и молот, 1993. — 265 с.
119. Технология автоматизированной обработки экономической информации / В. С. Пономаренко, Р. К. Бутова, С. В. Минухин, А. В. Милов. — Киев: ИСДО, 1993. — 220 с.
120. Пономаренко В. С. Моделювання дискретних процесів / В. С. Пономаренко. — Київ: ІСДО, 1994. — 180 с.
121. Олійник С. У. Стратегія і тактика діяльності промислового підприємства в умовах ринку / С. У. Олійник, В. С. Пономаренко, І. Б. Медведєва. — Київ: ІЗМН, 1996. — 80 с.
122. Пономаренко В. С. Проектування автоматизованих економічних інформаційних систем / В. С. Пономаренко, О. І. Пушкар, Ю. І. Коваленко. — Київ: ІЗМН, 1996. — 310 с.
123. Пономаренко В. С. Проектирование баз данных: учеб. пособ. / В. С. Пономаренко, Л. А. Павленко, И. А. Максименко. — Харьков: Изд. ХГЭУ, 1996. — 75 с.
124. Проблемы менеджмента / под. ред. В. С. Пономаренка, Н. А. Сероштана, В. А. Коляды, П. Д. Дудко. — Харьков: ХГЭУ, 1996. — 327 с.
125. Пономаренко В. С. Информационные системы в промышленной сфере: конспект лекций. Ч. 1 / В. С. Пономаренко, И. А. Ушакова. — Харьков: Изд. ХГЭУ, 1997. — 68 с.
126. Пономаренко В. С. Информационные технологии / В. С. Пономаренко, А. И. Пушкарь, И. В. Журавлева. — Харьков: Региональный центр новых информационных технологий, 1997. — 84 с.
127. Пономаренко В. С. Проектування баз даних / В. С. Пономаренко, Л. А. Павленко, І. О. Максименко. — Київ: ІЗМН, 1997. — 172 с.
128. Пономаренко В. С. Средства автоматизированного проектирования прикладного программного обеспечения экономических информационных систем / В. С. Пономаренко, А. И. Пушкарь, А. П. Ивашенко. — Харьков: Изд. ХГЭУ, 1997. — 69 с.
129. Пономаренко В. С. Введение в специальность. Ч. 1 / В. С. Пономаренко, И. А. Максименко, Л. А. Павленко. — Харьков: Изд. ХГЭУ, 1998. — 72 с.
130. Пономаренко В. С. Информационные системы в менеджменте / В. С. Пономаренко, Г. В. Назарова, А. И. Пушкарь. — Харьков: Изд. ХГЭУ, 1998. — 160 с.
131. Пономаренко В. С. Тексты лекций «Функциональные компоненты распределенных информационных систем» курса «Основы проектирования баз данных и знаний» / В. С. Пономаренко, Л. А. Павленко, И. А. Максименко. — Харьков: Изд. ХГЭУ, 1998. — 27 с.
132. Организация бизнеса в сфере продаж / В. С. Пономаренко, М. С. Доронина, В. А. Носков, А. В. Доронин. — Харьков: Бизнес Информ, 1999. — 241 с.
133. Пономаренко В. С. Методи багатовимірного статистичного аналізу: / В. С. Пономаренко, О. О. Єгоршин, О. М. Зосімов. — Київ: ІЗМН, 1999. — 208 с.
134. Пономаренко В. С. Інформаційні технології в економіці / В. С. Пономаренко, І. В. Журавльова. — Харків: Вид. ХДЕУ, 2000. — 137 с.
135. Пономаренко В. С. Організація даних у розподілених інформаційних системах / В. С. Пономаренко, Л. А. Павленко. — Харків: Вид. ХДЕУ, 2000. — 103 с.
136. Пономаренко В. С. Реальне інвестування суб'єктів господарювання / В. С. Пономаренко, О. М. Ястремська. — Харків: Вид. ХДЕУ, 2000. — 167 с.
137. Системи технологій / В. С. Пономаренко, М. А. Сіроштан, М. І. Бєлявцев, О. М. Тимонін; під ред. П. Д. Дудко. — Київ: Око, 2000. — 374 с.
138. Пономаренко В. С. Інструментальні засоби розробки та підтримки баз даних розподілених інформаційних систем / В. С. Пономаренко, Л. А. Павленко. — Харків: Вид. ХДЕУ, 2001. — 131 с.
139. Пономаренко В. С. Основы технологий INTERNET / В. С. Пономаренко, С. В. Минухин, И. А. Торохтий. — Харьков: Изд. ХГЭУ, 2001. — 255 с.
140. Інформаційні системи та технології в економіці / В. С. Пономаренко, Р. К. Бутова, І. В. Журавльова [та ін.]. — Київ: Академія, 2002. — 542 с.
141. Пономаренко В. С. Інформаційні системи і технології у зовнішньоекономічній діяльності / В. С. Пономаренко, І. В. Журавльова. — Харьков: Вид. ХДЕУ, 2002. — 327 с.
142. Пономаренко В. С. Стратегічне управління розвитком підприємства / В. С. Пономаренко, О. І. Пушкар, О. М. Тридід. — Харків: Вид. ХДЕУ, 2002. — 639 с.
143. Проектування інформаційних систем / за ред. В. С. Пономаренка. — Київ: Академія, 2002. — 486 с.
144. Гринева В. Н. Системы технологий / В. Н. Гринева, П. Д. Дудко, В. С. Пономаренко. — Харьков: Изд. ХГЭУ, 2003. — 291 с.
145. Пономаренко В. С. Основи захисту інформації / В. С. Пономаренко, І. В. Журавльова, В. В. Туманов. — Харків: Вид. ХДЕУ, 2003. — 175 с.
146. Пономаренко В. С. Стратегічне управління розвитком підприємства / В. С. Пономаренко, О. І. Пушкар, О. М. Тридід. — Харків: Вид. ХДЕУ, 2003. — 640 с.
147. Системы технологий / П. Д. Дудко, В. С. Пономаренко, А. М. Тимонин [и др.]; под ред. П. Д. Дудко. — 2-е изд., перераб. и доп. — Харьков: Бурун Книга, 2003. — 334 с.
148. Збірник нормативно-правових актів діяльності університету: практ. посіб. / уклад. М. В. Афанасьєв, В. С. Пономаренко. — Харків: Вид. ХНЕУ, 2005. — Вип. 1. — 467 с.: іл.
149. Інформаційні системи та технології обліку / В. С. Пономаренко, І. В. Журавльова, Н. С. Пасенко, Ю. Д. Маляревський; Харк. нац. екон. ун-т. — Харків: Вид. ХНЕУ, 2005. — 295 с.: іл.
150. Коваль Т. О. Економіко-статистична діагностика підприємства: конспект лекцій / Т. О. Коваль, О. О. Пономаренко; Харк. нац. екон. ун-т. — Харків: Вид. ХНЕУ, 2008. — 78 с.: іл.
151. Пономаренко В. С. Інформаційні системи в управлінні персоналом / В. С. Пономаренко, І. В. Журавльова, І. Л. Латишева; Харк. нац. екон. ун-т. — Харків: Вид. ХНЕУ, 2008. — 335 с.: іл. — Бібліогр.: с. 287—290.
152. Управління міжнародною конкурентоспроможністю підприємства / В. С. Пономаренко, Л. І. Піддубна; Харк. нац. екон. ун-т. — Харків: ВД «ІНЖЕК», 2008. — 327 с.: іл. — Бібліогр.: с. 308—319.
153. Пономаренко В. С. Багатовимірний аналіз соціально-економічних систем / В. С. Пономаренко, Л. М. Малярець; Харк. нац. екон. ун-т. — Харків: Вид. ХНЕУ, 2009. — 383 с.: іл. — Бібліогр.: с. 350—374.
154. Магістерська програма «Реклама та зв'язки з громадськістю в міжнародному бізнесі» для студ. спец. «Менеджмент зовнішньоекономічної діяльності» / Н. М. Лисиця, Л. М. Хижняк, Я. О. Полякова, Л. В. Базалієва; під наук. кер. В. С. Пономаренка; Харк. нац. екон. ун-т. — Харків: Вид. ХНЕУ, 2010. — 282 с.: іл.
155. Пономаренко В. С. Логістичний менеджмент / В. С. Пономаренко, К. М. Таньков, Т. І. Лепейко; Харк. нац. екон. ун-т. — Харків ВД «ІНЖЕК», 2010. — 437 с.: іл. — Бібліогр.: с. 432—437.
156. Інформаційні системи в економіці / В. С. Пономаренко, І. О. Золотарьова, Р. К. Бутова, Г. О. Плеханова; Харк. нац. екон. ун-т. — Харків: Вид. ХНЕУ, 2011. — 175 с.: іл. — Бібліогр.: с. 168—172.
157. Інформаційні системи в сучасному бізнесі / В. С. Пономаренко, І. О. Золотарьова, Р. К. Бутова, Г. О. Плеханова; Харк. нац. екон. ун-т. — Харків: Вид. ХНЕУ, 2011. — 483 с.: іл. — Бібліогр.: с. 474—480.
158. Информационные системы и технологии в туризме / В. С. Пономаренко, И. А. Золотарева, В. Е. Ермаченко [и др.] — Харьков: ИД «ИНЖЭК», 2011. — 440 с.
159. Методи та системи підтримки прийняття рішень в управлінні еколого-економічними процесами підприємств / В. С. Пономаренко, Л. А. Павленко, О. М. Беседовський, А. А. Гаврилова; Харк. нац. екон. ун-т. — Харків: Вид. ХНЕУ, 2012. — 271 с.: іл. — Бібліогр.: с. 259—266.
160. Пономаренко В. С. Нормирование труда: методические положения и разработка нормативов по труду / В. С. Пономаренко, Г. В. Назарова, В. И. Белоконенко; Харьк. нац. экон. ун-т. — Харьков: ИД «ИНЖЭК», 2012. — 377 с. — Библиогр.: с. 372—377.
161. Вища математика / В. С. Пономаренко, Л. М. Малярець, А. В. Бойко [та ін.]; за ред. В. С. Пономаренка. — Харків: Фоліо, 2014. — 669 с.: іл.
162. Основи менеджменту / А. А. Мазаракі, С. І. Бай, В. Я. Брич [та ін.]; за ред. А. А. Мазаракі. — Харків: Фоліо, 2014. — 846 с.: іл.
163. Рабочая программа, контрольные задания и методические указания по курсу «Исследование операций и методы оптимизации» для студентов заочной формы обучения специальности 1738 / сост.: В. С. Пономаренко, Ю. В. Переверзев, Р. К. Бутова. — Харьков: ХИЭИ, 1980. — 16 с.
164. Методические указания к выполнению курсового проекта по курсу «ОМОЭИ отрасли» на базе ЕС ЭВМ для студентов специальности 1738 всех форм обучения / сост.: В. С. Пономаренко, Ю. В. Переверзев, Р. К. Бутова. — Харьков: ХИЭИ, 1987. — 32 с.
165. Методические указания к самостоятельному изучению курса «Автоматизированные системы обработки данных экономической информации» по темам «Организационное обеспечение АСОЭИ и АСУ», «Лингвистическое, правовое, эргономическое обеспечение АООЭИ и АСУ» для студентов специальности 1738 дневной формы обучения / сост.: В. С. Пономаренко, Ю. В. Переверзев, Л. Н. Бондаренко. — Харьков: ХИЭИ, 1987. — 48 с.
166. Методические указания по дипломному проектированию для студентов специальности 1738 всех форм обучения / сост.: В. С. Пономаренко, В. В. Чубук, О. Т. Тильчин, Т. С. Клебанова. — Харьков: ХИЭИ, 1987. — 32 с.
167. Рабочая программа и методические указания по курсу «Информационно-поисковые системы» для студентов специальности 1738 / сост. В. С. Пономаренко. — Харьков: ХИЭИ, 1987. — 16 с.
168. Рабочая программа, контрольные задания и методические указания к ним по курсу «Автоматизированная система обработки экономической информации» для студентов специальности 1738 всех форм обучения / сост.: В. С. Пономаренко, Ю. В. Переверзев, Л. Н. Бондаренко. — Харьков: ХИЭИ, 1987. — 16 с.
169. Методические указания к самостоятельному изучению курса «Автоматизированные системы обработки экономической информации» по темам «Математическое обеспечение АСОЭИ и АСУ», «Техническое обеспечение АСОЭИ и АСУ» для студентов специальности 1738 всех форм обучения / сост.: В. С. Пономаренко, Ю. В. Переверзев, Л. Н. Бондаренко. — Харьков: ХИЭИ, 1988. — 32 с.
170. Методические указания к самостоятельному изучению тем: «ОМОЭИ по управлению материально-техническим снабжением в условиях функционирования АСУП», «ОМОЭИ по управлению сбытом и реализацией готовой продукции в условиях функционирования АСУП» курса «ОМОЭИ отрасли» для студентов специальности 1738 дневной формы обучения / сост.: В. С. Пономаренко, Ю. В. Переверзев, Р. К. Бутова. — Харьков: ХИЭИ, 1988. — 48 с.
171. Рабочая программа и методические указания по курсу" Моделирование дискретных процессов" для студентов специальности 1738 дневной формы обучения / сост.: В. С. Пономаренко, А. Ф. Сериков. — Харьков: ХИЭИ, 1988. — 16 с.
172. Методические указания к лабораторным работам по курсу «Моделирование дискретных процессов» для студентов специальности 0715 дневной формы обучения / сост.: В. С. Пономаренко, И. Б. Медведева. — Харьков: ХИЭИ, 1989. — 48 с.
173. Методические указания к самостоятельному изучению тем: «Структура АСУ», «Функции и структура информационной обеспеченности АСУ» для студентов специальности 1738 всех форм обучения / сост.: В. С. Пономаренко, Ю. В. Переверзев, Л. Н. Бондаренко. — Харьков: ХИЭИ, 1989. — 52 с.
174. Методические указания к самостоятельному изучению тем: «Структура АСУ», «Функции и структура информационной обеспеченности АСУ», «Научно-технический уровень АСУ» и «Методы контроля процесса преобразования информации» курса «АСОЭИ» для студентов специальности 1738 всех форм обучения / сост.: В. С. Пономаренко, Ю. В. Переверзев, Л. Н. Бондаренко. — Харьков: ХИЭИ, 1989. — 56 с.
175. Методические указания по дипломному проектированию для студентов специальности 1738 всех форм обучения / сост.: В. С. Пономаренко, Ю. В. Переверзев, Т. С. Клебанова. — Харьков: ХИЭИ, 1989. — 48 с.
176. Методические указания к выполнению лабораторных работ по курсу «Моделирование дискретных процессов» для студентов специальности 0715 дневной формы обучения / сост.: В. С. Пономаренко, И. Б. Медведева. — Харьков: ХИЭИ, 1990. — 48 с.
177. Иллюстративный материал по курсу «Система автоматизированной обработки экономической информации предприятия отрасли» для студентов специальности 0715 всех форм обучения / сост.: В. С. Пономаренко, Ю. В. Переверзев, Р. К. Бутова. — Харьков: ХИЭИ, 1991. — 52 с.
178. Методические указания к проведению практических занятий по курсу АСОЭИ на базе персональных ЭВМ для студентов специальности 0608 всех форм обучения / сост.: В. С. Пономаренко, Ю. В. Переверзев, Г. В. Сухинин. — Харьков: ХИЭИ, 1991. — 48 с.
179. Методические указания по курсу «Моделирование дискретных процессов» для студентов специальности 0715 / сост. В. С. Пономаренко. — Харьков: ХИЭИ, 1991. — 32 с.
180. Методические указания к лабораторным работам по курсу «Моделирование дискретных процессов» для студентов специальности 0715 дневной формы обучения. Ч. 1 / сост.: В. С. Пономаренко, И. Б. Медведева. — Харьков: ХИЭИ, 1993. — 48 с.
181. Методические указания к лабораторным работам по курсу «Моделирование дискретных процессов» для студентов специальности 0715 дневной формы обучения. Ч. 2 / сост.: В. С. Пономаренко, И. Б. Медведева. — Харьков: ХИЭИ, 1993. — 86 с.
182. Программа и методические указания по курсу «Информационно-вычислительные сети и системы» для студентов специальности 0715 всех форм обучения / сост.: В. С. Пономаренко, С. В. Минухин. — Харьков: ХИЭИ, 1993. — 48 с.
183. Методические рекомендации по изучению курса «Средства автоматизации проектирования» для студентов специальности 075 дневной и вечерней форм обучения / сост.: В. С. Пономаренко, А. И. Пушкарь, А. П. Белов. — Харьков: ХИЭИ, 1994. — 84 с.
184. Методические указания к самостоятельному изучению раздела «Автоматизированное проектирование АЭИС» курса «Проектирование автоматизированных экономических информационных систем» для студентов специальности 0715 всех форм обучения / сост.: В. С. Пономаренко, А. И. Пушкарь. — Харьков: ХИЭИ, 1994. — 96 с.
185. Методические указания к самостоятельному изучению курса «Автоматизированные системы обработки экономической информации» по темам «Математическое обеспечение АСОЭИ и АСУ», «Техническое обеспечение АСОЭИ и АСУ» для студентов специальности 1738 всех форм обучения / сост.: В. С. Пономаренко, Ю. В. Переверзев, Л. Н. Бондаренко. — Харьков: ХИЭИ, 1998.
186. Методические рекомендации по дипломному проектированию для студентов специальности 7.080401 всех форм обучения / сост. В. С. Пономаренко; Харьк. гос. экон. ун-т. — Харьков: Изд. ХГЭУ, 2002. — 82 с.: ил. — Библиогр.: с. 81–82.
187. Магістерські програми зі спеціальності «Державна служба»: організаційно-методичне забезпечення. Ч. 1 / під наук. кер. В. С. Пономаренка; Харк. нац. екон. ун-т. — Харків: Вид. ХНЕУ, 2005. — 486 с.: іл.
188. Магістерські програми зі спеціальності «Державна служба»: організаційно-методичне забезпечення. Ч. 2 / під наук. кер. В. С. Пономаренка; Харк. нац. екон. ун-т. — Харків: Вид. ХНЕУ, 2005. — 367 с.: іл. — Бібліогр.: с. 362—364.
189. Магістерська програма «Контроль і ревізія» зі спеціальності «Облік і аудит». Ч. 2 / під наук. кер. В. С. Пономаренка; Харк. нац. екон. ун-т. — Харків: Вид. ХНЕУ, 2005. — 294 с.: іл.
190. Методичні рекомендації до виконання лабораторних робіт з курсу «Організація баз даних та знань» для студентів спеціальностей 7.080401, 7.080407 усіх форм навчання / уклад. Л. А. Павленко; за ред. В. С. Пономаренка. — Харків: Вид. ХНЕУ, 2005. — 52 с.
191. Методичні рекомендації до виконання лабораторних робіт з курсу «Системний аналіз та проектування комп'ютерних ІС» для студентів спеціальностей 7.080401, 7.080407 усіх форм навчання / уклад.: І. О. Ушакова, С. В. Знахур; за ред. В. С. Пономаренко. — Харків: Вид. ХНЕУ, 2005. — 55 с.
192. Збірник навчальних програм освітньо-кваліфікаційного рівня «бакалавр» за напрямом «Економіка і підприємництво» 2006/2007 навч. рік, 2007/2008 навч. рік. Кн. 1 / під наук. ред. В. С. Пономаренка; під заг. ред. М. В. Афанасьєва; Харк. нац. екон. ун-т. — Харків: Вид. ХНЕУ, 2006. — 559 с.: іл.
193. Збірник навчальних програм освітньо-кваліфікаційного рівня «бакалавр» за напрямом «Економіка і підприємництво» 2006/2007 навч. рік, 2007/2008 навч. рік. Кн. 2 / під наук. ред. В. С. Пономаренка; під заг. ред. М. В. Афанасьєва; Харк. нац. екон. ун-т. — Харків: Вид.
ХНЕУ, 2006. — 539 с.
194. Збірник навчальних програм освітньо-кваліфікаційного рівня «бакалавр» за напрямами «Економіка і підприємництво», «Менеджмент» 2006/2007 навч. рік, 2007/2008 навч. рік. Кн. 3 / під наук. ред. В. С. Пономаренка; під заг. ред. М. В. Афанасьєва; Харк. нац. екон. ун-т. — Харків: Вид. ХНЕУ, 2006. — 559 с.: іл.
195. Збірник навчальних програм освітньо-кваліфікаційного рівня «бакалавр» за напрямами «Комп'ютерні науки», «Видавничо-поліграфічна справа» 2006/2007 навч. рік, 2007/2008 навч. рік. Кн. 4 / під наук. ред. В. С. Пономаренка ; під заг. ред. М. В. Афанасьєва; Харк. нац. екон. ун-т. — Харків: Вид. ХНЕУ, 2006. — 303 c.: іл.
196. Збірник навчальних програм освітньо-кваліфікаційного рівня «магістр» за напрямом «Державне управління» 2006/2007 навч. рік, 2007/2008 навч. рік. Кн. 1 / під наук. ред. В. С. Пономаренка; під заг. ред. М. В. Афанасьєва; Харк. нац. екон. ун-т. — Харків: Вид. ХНЕУ, 2006. — 139 c.: іл.
197. Магістерська програма «Аудит виробничої діяльності і фінансових послуг» зі спеціальності 8.050106 «Облік і аудит» / під наук. кер. В. С. Пономаренка; Т. В. Мултанівська, І. В. Журавльова, О. М. Беседовський [та ін.]. — Харків: Вид. ХНЕУ, 2006. — 319 с: іл.
198. Магістерська програма зі спеціальності «Державна служба» спеціалізації «Економіка» / уклад.: Л. Г. Шемаєва, Л. Й. Аведян, А. Г. Кабанець, та ін.; за заг. ред. М. В. Афанасьєва; за наук. ред. В. С. Пономаренка. — Харків: Вид. ХНЕУ, 2006. — 206 с.: іл. — Бібліогр.: с. 200—205.
199. Магістерська програма «Податковий аудит» для студентів спеціальності 8.050106 «Облік і аудит» денної форми навчання / авт. кол.: Т. С. Воінова, І. В. Журавльова, О. М. Беседовський, та ін.; за наук. ред. В. С. Пономаренка; Харк. нац. екон. ун-т. — Харків: Вид. ХНЕУ, 2006. — 323 с.: іл.
200. Методичні рекомендації до виконання лабораторних робіт з навчальної дисципліни «Інформаційні системи в економіці» для студентів спеціальностей 7.080401, 7.080407 усіх форм навчання / уклад.: І. О. Золотарьова, Г. О. Плеханова; за ред. В. С. Пономаренка; Харк. нац. екон. ун-т. — Харків: Вид. ХНЕУ, 2006. — 54 с.: іл.
201. Методичні рекомендації до виконання лабораторних робіт з навчальної дисципліни «Корпоративні інформаційні системи» для студентів спеціальностей 7.050102, 8.050102 всіх форм навчання / уклад. Л. А. Павленко; за ред. В. С. Пономаренка; Харк. нац. екон. ун-т. — Харків: Вид. ХНЕУ, 2006. — 54 с.
202. Стандарт вищої освіти (варіативна частина). Освітньо-кваліфікаційна характеристика (варіативна частина). Освітньо-професійна програма підготовки (варіативна частина). Засоби діагностики якості вищої освіти (варіативна частина) магістрів за спеціальністю 8.150101 «Державна служба» напрямку підготовки 8.150000 «Державне управління» спеціалізації «Адміністративний менеджмент» / Харк. нац. екон. ун-т. — Харків: Вид. ХНЕУ, 2006. — 174 с.
203. Стандарт вищої освіти (варіативна частина). Освітньо-кваліфікаційна характеристика (варіативна частина); Освітньо-професійна програма підготовки (варіативна частина). Засоби діагностики якості вищої освіти (варіативна частина) магістрів за спеціальністю 8.150101 «Державна служба» напрямку підготовки 8.150000 «Державне управління» спеціалізації «Економіка» / Харк. нац. екон. ун-т. — Харків: Вид. ХНЕУ, 2006. — 156 с.
204. Концептуальні засади розвитку Харківського національного економічного університету / наук. кер. В. С. Пономаренко. — Харків: Вид. ХНЕУ, 2007. — 60 с.
205. Методичні рекомендації до виконання лабораторних робіт з теми «Розробка елементів автоматизованого модуля підтримки рішень аналітика кредитного відділу комерційного банку з оцінки фінансового стану юридичних осіб» навчальної дисципліни «Системи обробки економічної інформації» для студентів спеціальності 6.050100 «Економічна кібернетика» всіх форм навчання / уклад. Л. А. Павленко; за ред. В. С. Пономаренка; Харк. нац. екон. ун-т. — Харків: Вид. ХНЕУ, 2007. — 58 с. : іл.
206. Освітньо-кваліфікаційна характеристика (варіативна частина). Освітньо-професійна програма підготовки (варіативна частина). Засоби діагностики якості вищої освіти (варіативна частина) / наук. кер. В. С. Пономаренка; заг. ред. М. В. Афанасьєва; Харк. нац. екон. ун-т. — Харків: Вид. ХНЕУ, 2007. — 188 с.
207. Магістерська програма «Облік у бюджетних установах» зі спеціальності «Облік та аудит» / наук. кер. В. С. Пономаренка; заг. ред. П. С. Тютюнник; Харк. нац. екон. ун-т. — Харків: Вид. ХНЕУ, 2008. — 428 с
208. Магістерська програма «Облік у фінансово-кредитних установах» зі спеціальності «Облік та аудит» / наук. кер. В. С. Пономаренка; заг. ред. П. С. Тютюнник; Харк. нац. екон. ун-т. — Харків: Вид. ХНЕУ, 2008. — 416 с. — Бібліогр.: с. 367—370.
209. Магістерська програма «Реклама та зв'язки з громадськістю в міжнародному бізнесі» для студ. спец. «Менеджмент зовнішньоекономічної діяльності» / Н. М. Лисиця, Л. М. Хижняк, Я. О. Полякова, Л. В. Базалієва; під наук. кер. В. С. Пономаренка; Харк. нац. екон. ун-т. — Харків: Вид. ХНЕУ, 2010. — 282 с.: іл.
210. Методика створення електронного підручника та його структури / заг. ред. В. С. Пономаренко. — Харків: Вид. ХНЕУ, 2010. — 36 с.
211. Методика кількісної оцінки науково-педагогічної діяльності викладачів університету / уклад. В. С. Пономаренко; Харк. нац. екон. ун-т. — Харків: Вид. ХНЕУ, 2012. — 31 с.
212. Методичні рекомендації до виконання лабораторних робіт з курсу «Системний аналіз та проектування комп'ютерних ІС» для студентів спеціальностей 7.080401, 7.080407 усіх форм навчання / уклад. І. О. Ушакова, С. В. Знахур; за ред. В. С. Пономаренка. — Харків: Вид. ХНЕУ, 2005. — 55 с.
213. Пономаренко В. С. О повышении качества управления / В. С. Пономаренко, В. С. Волошин // Тезисы докладов респ. науч.-экон. конф. «Резервы интенсификации машиностроительного производства», Минск, 11–12 декабря 1975 года. — Ч. 1. — Минск, 1976. — С. 10–17.
214. Пономаренко В. С. Оптимизация решений в процессе совершенствования организации сборочного производства / В. С. Пономаренко, В. С. Волошин // Методы построения АСУ на базе ЭВМ III поколения: сб. науч. тр. / под общ. ред. Р. С. Седегога; Центральный науч.-исслед. и проектно-технол. ин-т орг. и техники упр. — Минск, 1976. — Вып. 4 (26). — С. 10–17.
215.Пономаренко В. С. Исследование функции контроля в оперативном управлении производством / В. С. Пономаренко // Экономика и организация промышленного производства: респ. межвед. науч.-техн. сб. — Киев: Техника, 1977. — Вып. 13. — С. 51–54.
216. Задачи определения величин страховых запасов в массовом сборочном производстве / В. С. Пономаренко, Б. И. Вайнблаг, Ю. В. Переверзев, Л. Б. Константиновский // Автоматизированные системы управления и приборы автоматики: респ. межвед. науч.-техн. сб. — Харьков: Вища школа, 1978. — Вып. 47. — С. 54–57.
217. Пономаренко В. С. К вопросу о выборе оптимального интервала контроля за состоянием управляемой подсистемы / В. С. Пономаренко, А. В. Коростышев // Организация и планирование отраслей народного хозяйства: респ. межвед. науч. сб. — Киев: Вища школа, 1978. — Вып. 46. — С. 38–48.
218. Пономаренко В. С. Динамический фактор-анализ / В. С. Пономаренко, Ю. В. Переверзев // Аннотированная прогр. науч. конф. молодых ученых УТУВ. — Харьков: ХИЭИ, 1980. — С. 7–12.
219. Пономаренко В. С. Исследование чувствительности моделей прогнозирования к изменению параметров / В. С. Пономаренко, О. М. Бочарова // Вестн. Харьк. ун-та. — 1982. — № 234: Экономическая эффективность социалистического производства: стимулирование, пути повышения. — С. 89–91.
220. Пономаренко В. С. Прогнозирование проходки скважин / В. С. Пономаренко, Ю. В. Переверзев // АСУ и приборы автоматики: респ. межотраслевой науч.-техн. сб. — Харьков: Вища школа, 1985. — С. 7–11.
221. Пономаренко В. С. Совершенствование производственного планирования на промышленном предприятии / В. С. Пономаренко, Н. П. Белоус // Электроника. — Москва: Энергоатомиздат, 1987. — № 10. — С. 11–14.
222. Пономаренко В. С. Имитационное моделирование при составлении сменно-суточных заданий для участка (цеха) / В. С. Пономаренко, Е. Богуславский // Материалы Всесоюз. конф. «Модели планирования и хозрасчета на предприятии». — Москва, 1988. — С. 14–19.
223. Пономаренко В. С. Расчет календарного плана-графика / В. С. Пономаренко, В. В. Чубук // Экономика и организация промышленного производства: респ. межвед. науч.-техн. сб. — Киев: Техника, 1988. — Вып. 24. — С. 97–100.
224. Пономаренко В. С. Особенности формирования портфеля заказов предприятия в современных условиях / В. С. Пономаренко, И. Б. Медведева // Материалы Всесоюз. конф. «Организация управления производством в новых условиях хозяйствования». — Одесса, 1990. — С. 11–16.
225. Пономаренко В. С. Разработка оптимальных пооперационных план-графиков работы механического участка / В. С. Пономаренко, В. В. Чубук, В. И. Клименко // Материалы Всесоюз. конф. «Организация управления производством в новых условиях хозяйствования». — Одесса, 1990. — С. 17–24.
226. Пономаренко В. С. Система приоритетов при оперативном управлении производством на предприятиях электромашиностроения / В. С. Пономаренко, Е. И. Богуславский, В. В. Чубук // Экономика и организация промышленного производства: респ. межвед. науч.-техн. сб. — Киев: Техника, 1990. — Вып. 26. — С. 3–6.
227. Пономаренко В. С. Особенности формирования портфеля заказов предприятий различных типов производства / В. С. Пономаренко, И. Б. Медведева // Прогрессивные технологические процессы, формы организации производства и их внедрение в условиях рыночной экономики: труды респ. науч.-практ. конф. — Харьков, 1991. — С. 54.
228. Пономаренко В. С. Информатика в рыночной экономике / В. С. Пономаренко // Тезисы Укр. науч.-практ. конф. — Харьков, 1992. — Ч. 1. — С. 29–34.
229. Пономаренко В. С. Особенности сбытовой политики предприятий Украины в современных условиях / В. С. Пономаренко, В. Г. Щербак, И. Э. Астахова // Труды Укр. науч.-практ. конф. «Маркетинг и управление инновациями». — Харьков, 1993. — С. 25–26.
230. Пономаренко В. С. Причины и условия развития творчества в экономических системах / В. С. Пономаренко, А. В. Доронин // Тезисы докл. межвузовской науч.-метод. конф., 26–27 мая. — Харьков, 1993. — С. 175—176.
231. Пономаренко В. С. Модель поддержки принятия решений в процессах приватизации / В. С. Пономаренко, А. И. Пушкарь // Проблеми формування й розвитку регіональних механізмів господарювання: тези доп. / редкол.: В. А. Забродський, Е. М. Воробйов (відп. ред.) [та ін.]. — Харків, 1994. — С. 116—117.
232. Пономаренко В. С. Мотивация высокопроизводительного труда / В. С. Пономаренко // Формування ринкової економіки в Україні: теоретичні та практичні проблеми подолання кризи: труди наук.-практ. конф. — Вінниця, 1994. — С. 11–12.
233. Пономаренко В. С. Актуальные вопросы социально-экономического развития районов в городах / В. С. Пономаренко // Районы в городе: проблемы самоуправления и развития: труды Респ. семинара.– Ялта, 1995. — С. 9–11.
234. Пономаренко В. С. Методология оценивания состояния приватизированных предприятий / В. С. Пономаренко // Бизнес Информ. — 1997. — № 21. — С. 43–45.
235. Пономаренко В. С. Применение нейронных сетей к оцениванию состояния приватизируемых предприятий / В. С. Пономаренко, С. В. Минухин, С. В. Орехов // Вісник ХДЕУ. — Харків, 1997. — № 4. — С. 72–75.
236. Пономаренко В. С. Проблеми створення фінансового механізму в Україні / В. С. Пономаренко, М. С. Дороніна // Вісник ХДЕУ. — Харків, 1997. — № 1. — С. 70–74.
237. Пономаренко В. С. Квалификационный потенциал регионального рынка труда / В. С. Пономаренко // Бизнес Информ. — 1998. — № 4. — С. 42–47 ; № 5. — С. 48–52.
238. Пономаренко В. С. Моделирование внутренних темпов роста предприятия / В. С. Пономаренко, И. Б. Медведева // Вісник ХДЕУ. — Харків, 1998. — № 2 (6). — С. 53–56.
239. Пономаренко В. С. Моделирование прогнозных состояний предприятия на основе нейронных сетей / В. С. Пономаренко, С. В. Минухин // Вісник ХДЕУ. — Харків, 1998. — № 4 (8). — С. 87–92.
240. Пономаренко В. С. Принципы стратегического управления предприятием / В. С. Пономаренко // Экономика. — 1998. — № 1. — С. 3–8.
241. Пономаренко В. С. Информационные ресурсы в стратегическом управлении предприятием / В. С. Пономаренко // Вестник международного славянского университета. — 1999. — Т. 2, № 5. — С. 41–44.
242. Пономаренко В. С. Категориальный базис стратегического управления / В. С. Пономаренко // Вестник ХГПУ. — 1999. — № 27. — С. 178—188.
243. Пономаренко В. С. Методологічний підхід до стратегічного управління корпорацією / В. С. Пономаренко // Фінанси України. — 1999. — № 4. — С. 15–19.
244. Пономаренко В. С. Особенности систем стратегического управления предприятием в переходной экономике / В. С. Пономаренко // Вісник ХДЕУ. — Харків, 1999. — № 1 (9). — С. 5–11.
245. Пономаренко В. С. Ситуаційно-ресурсний підхід до стратегічного управління підприємством / В. С. Пономаренко // Проблеми формування ринкової економіки: міжвід. наук. зб. — 1999. — Вип. 7. — С. 93–105.
246. Пономаренко В. С. Стратегический мониторинг / В. С. Пономаренко // Вісник ХДЕУ. — Харків, 1999. — № 2 (10). — С. 5–11.
247. Пономаренко В. С. Технология стратегического управления / В. С. Пономаренко // Бизнес Информ. — 1999. — № 3–4. — С. 84–88.
248. Пономаренко В. С. Стратегічне управління інформаційними ресурсами / В. С. Пономаренко // Вісник ХДЕУ. — Харків, 2000. — № 3. — С. 5–22.
249. Пономаренко В. С. Генетический метод решения плохо обусловленных уравнений регрессионного анализа в исследовании процессов инвестирования / В. С. Пономаренко, Е. Н. Ястремская, А. Г. Тыжненко // Вісник ХДЕУ. — Харків, 2001. — № 4 (20). — С. 5–11.
250. Пономаренко В. С. Концепція інвестиційної регіональної політики / В. С. Пономаренко, В. М. Гриньова, О. М. Ястремська // Вісник ХДЕУ. — Харків, 2001. — № 1 (17). — С. 5–10.
251. Пономаренко В. С. Предложения к концепции привлечения инвестиций в Харьковский регион / В. С. Пономаренко, А. М. Тимонин, С. К. Потемкин // Вісник ХДЕУ. — Харків, 2001. — № 2 (Спецвипуск). — С. 5–11.
252. Enabling Content-Centric Information Systems through Multi-Layer Architectures / V. Ponomarenko, B. Vassiliadis, N. Bogonikolos et al. // International Conference on Intelligent Systems and Control (ISC 2001), November 19–22. — USA, 2001.
253. Пономаренко В. С. Вільні економічні зони, території пріоритетного розвитку, спеціальні режими інвестиційної діяльності в системі сучасного господарювання / В. С. Пономаренко // Вісник Академії економічних наук України. — 2002. — № 2. — С. 56–65.
254. Пономаренко В. С. Методологічні аспекти стратегічного управління інвестиційними процесами / В. С. Пономаренко // Фінанси України. — 2002. — № 10. — С. 3–9.
255. Пономаренко В. С. Передумови проведення Міжнародного інвестиційного форуму «Вільні економічні зони, території пріоритетного розвитку та технопарки України: досягнення, проблеми, перспективи» / В. С. Пономаренко // Економіка розвитку. — 2002. — № 3 (23). — С. 5–9.
256. Пономаренко В. С. Концепція розвитку економічної освіти в Україні / В. С. Пономаренко, М. В. Афанасьєв, Г. В. Задорожній // Економіка розвитку. 2003. — № 4. — С. 5–17.
257. Методика кількісної оцінки науково-педагогічної діяльності викладачів кафедр і ВНЗ / В. С. Пономаренко, А. М. Зосімов, О. М. Хвисюк, В. Б. Марченко // Проблеми методичної науки та освіти. — 2004. — № 4. — С. 9–13.
258. Пономаренко В. С. Проблеми й перспективи розвитку інформаційних систем і технологій в економіці / В. С. Пономаренко // Управління розвитком: матеріали конф. «Проблеми і перспективи розвитку інформаційних систем і технологій в економіці», присвяченої 40-річчю утворення кафедри інформаційних систем, м. Харків, 2004. — Харків: Вид. ХНЕУ, 2004. — № 2. Спецвипуск. — С. 3–4.
259. Пономаренко В. С. Удосконалення методики оцінювання фінансової стійкості підприємства / В. С. Пономаренко // Економіка розвитку. — 2004. — № 3 (31). — С. 5–10.
260. Пономаренко В. С. Зовнішнє тестування абітурієнтів і якість освіти / В. С. Пономаренко // Вісник ТІМО: тестуваня і моніторинг в освіті. — 2005. — № 1 (1). — С. 26–29.
261. Пономаренко В. С. Мотиваційний аспект управління персоналом вищого навчального закладу / В. С. Пономаренко // Економіка розвитку. — 2005. — № 1 (33). — С. 5–9.
262. Пономаренко В. С. Виховна складова формування фахівців у сфері економіки знань / В. С. Пономаренко // Матеріали Всеукр. наук. конф. «Формування національних і загальнолюдських цінностей в українському суспільстві» / за заг. ред. О. С. Черемської. — Харків: ФОП Лібуркіна Л. М., 2006. — С. 9–15.
263. Пономаренко В. С. Економічний університет — концептуальні засади розвитку / В. С. Пономаренко // Новий колегіум. — 2006. — № 3. — С. 3–15.
264. Пономаренко В. С. Концептуальні засади розвитку економічного університету / В. С. Пономаренко // Економіка розвитку. 2006. — № 1 (37). — С. 5–10.
265. Пономаренко В. С. Концептуальні засади управління стратегічним співробітництвом підприємства з іншими суб'єктами для забезпечення інноваційного розвитку / В. С. Пономаренко, Л. Г. Шемаєва // Проблеми науки. — 2006. — № 5. — С. 14–19.
266. Пономаренко В. С. Парадигма вимірювання в економіці / В. С. Пономаренко, Л. М. Малярець // Економіка розвитку. — 2006. — № 1 (37). — С. 81–87.
267. Пономаренко В. С. Підготовка фахівців з вищою освітою для економіки знань / В. С. Пономаренко // Управління розвитком. — Харків, 2006. — № 2. — С. 3–6.
268. Пономаренко В. С. Розробка класифікатора вимірювань в економіці / В. С. Пономаренко, Л. М. Малярець // Економіка розвитку. — 2006. — № 4 (40). — С. 37–42.
269. Пономаренко В. С. Болонская система — сколько здесь нового, а сколько старого? / В. С. Пономаренко // Пропаганда. — 2007. — № 1. — С. 25–28.
270. Пономаренко В. С. Економіка знань та інноваційна підготовка кадрів / В. С. Пономаренко // Інноваційний розвиток України: наукове, економічне та правове забезпечення: тез. доп. Всеукр. наук.-практ. конф., 27–28 жовт. 2006 р. / упоряд.: О. В. Петришин, М. О. Кизим. — Харків: ВД «ІНЖЕК», 2007. — С. 40–56.
271. Пономаренко В. С. Зовнішнє тестування як крок до якісно нового рівня освіти України / В. С. Пономаренко // Економіка розвитку. — 2007. — № 3 (43). — С. 5–8.
272. Пономаренко В. С. Наука — не обуза государству. Фундамент успеха экономически развитых стран / В. С. Пономаренко // Харьковские известия. — 2007. — № 1. — С. 5.
273. Пономаренко В. С. Наука — не обуза государству. ХНЭУ — лидер инноваций в науке / В. С. Пономаренко // Харьковские известия. — 2007. — № 2. — С. 5.
274. Пономаренко В. С. Основні положення методології математичного моделювання ідентифікації соціально-економічних систем / В. С. Пономаренко, Л. М. Малярець // Економіка розвитку. — 2007. — № 3 (43). — С. 43–47.
275. Пономаренко В. С. Система відбору абітурієнтів / В. С. Пономаренко // Освіта України. — 2007. — № 86. — С. 6.
276. Пономаренко В. С. Управління міжнародною конкурентоспроможністю підприємства як наукова і навчальна дисципліна / В. С. Пономаренко, Л. І. Піддубна // Економіка України. — 2007. — № 12. — С. 17–27.
277. Пономаренко В. С. Ученые должны почувствовать свою необходимость государству / В. С. Пономаренко // Голос Украины. — 2007. — № 94. — С. 17.
278. Пономаренко В. С. Видатний харківський економіст О. Г. Ліберман (1897—1981) / В. С. Пономаренко // Економіка розвитку. — 2008. — № 4 (48). — С. 101—102.
279. Пономаренко В. С. Метод решения задачи о минимальном покрытии как средство планирования в GRID / В. С. Пономаренко, С. В. Листровой // Проблемы управления. — 2008. — № 3. — С. 78–84.
280. Пономаренко В. С. Роль економічної освіти в контексті державної політики у сфері боротьби з корупцією / В. С. Пономаренко, О. М. Колодізєв // Економіка розвитку. — 2008. — № 2 (46). — С. 5–6.
281. Пономаренко В. С. Формування компетентного фахівця в умовах трансформації суспільства / В. С. Пономаренко // Матеріали VI Міжнародної науково-практичної конференції-семінару керівників ВНЗ, учених-дослідників і представників владних структур із проблем сучасної інтелігенції, 14 березня 2008 р. / Міністерство освіти і науки України, Харк. обл. держ. адмін., Рада ректорів Харк. регіону, Нар. укр. акад.; редкол.: В. І. Астахова (відп. ред.) та ін. — Харків: Вид. НУА, 2008. — С. 147—149.
282. Пономаренко В. С. Экономика знаний и проблемы налогообложения / В. С. Пономаренко, Ю. Б. Иванов // Труды ІІІ Всероссийского симпозиума по экономической теории ; Институт экономики УрО РАН. — Екатеринбург, 2008. — С. 43–45.
283. Пономаренко В. С. Якість освіти й очікування ВНЗ від системи зовнішнього незалежного оцінювання абітурієнтів / В. С. Пономаренко // Вісник ТІМО: тестуваня і моніторинг в освіті. — 2008. — № 2. — С. 18–19.
284. Пономаренко В. С. GRID-системы: эффективные технологии управления виртуальным информационно-коммуникационным пространством / В. С. Пономаренко // Бизнес Информ. — 2008. — № 6. — С. 3–11.
285. Пономаренко В. С. Возможности использования современных информационных и телекоммуникационных технологий в образовании / В. С. Пономаренко // Економіка розвитку. — 2009. — № 4 (52). — С. 86–88.
286. Пономаренко В. С. Проблеми інноваційного розвитку продуктивних сил України / В. С. Пономаренко // Розвиток продуктивних сил України: від В. І. Вернадського до сьогодні: матеріали міжнародної наукової конференції, м. Київ, 20 березня 2009 року: у 3-х ч. / РВПС України НАН України. — Київ: РВПС України НАН України, 2009. — Ч. 1. — C. 208—211.
287. Пономаренко В. С. Харківський національний економічний університет: минуле, сучасне, майбутнє / В. С. Пономаренко // Вища школа. — 2009. — № 6. — С. 3–13.
288. Пономаренко В. Брендинг как инструмент реализации маркетинговых стратегий / В. Пономаренко, Л. Дорохова, А. Дорохов // Montenegrin Journal of Economics. — 2010. — № 12. — P. 113—120.
289. Пономаренко В. С. Глобализация, медиа, интернет-техологии и образование / В. С. Пономаренко, А. В. Дорохов // Medijski dijalozi. — Podgorica, ELIT, 2010, G.III, Broj 6. — P. 123—136.
290. Пономаренко В. С. Економіст — не просто професія, а стратегія майбутнього / В. С. Пономаренко // Голос України. — 2010. — № 139. — С. 22.
291. Пономаренко В. С. Информационные медийные и электронные ресурсы в образовании / В. С. Пономаренко, А. В. Дорохов, И. А. Золотарева // Medijski dijalozi. — 2010. — № 7. — P. 63–73.
292. Пономаренко В. С. Концептуальные основы автоматизации процесса управления современным вузом / В. С. Пономаренко // Управління розвитком. — 2010. — № 6. — С. 5–11.
293. Пономаренко В. С. Моніторинг сприйняття студентами заходів щодо підвищення якості підготовки фахівців / В. С. Пономаренко // Економіка розвитку. — 2010. — № 3. — С. 5–8.
294. Пономаренко В. С. Моніторинг формування іміджу університету / В. С. Пономаренко // Економіка розвитку. — 2010. — № 4. — С. 5–8.
295. Пономаренко В. С. Определение стратегий управления имиджем промышленного предприятия / В. С. Пономаренко, О. А. Ястремская // Бизнес Информ. — 2010. — № 10. — С. 152—156.
296. Пономаренко В. С. Підвищення якості підготовки фахівців в університеті / В. С. Пономаренко // Вища школа. — 2010. — № 10. — С. 7–24.
297. Пономаренко В. С. Революция или эволюция / В. Пономаренко // Время. — 2010. — № 66. — С. 2.
298. Пономаренко В. С. Упровадження персональних навчальних систем у навчальний процес / В. С. Пономаренко // Економіка розвитку. — 2010. — № 2. — С. 5–8.
299. Пономаренко В. С. Аналитическое обеспечение контроля логистической деятельности с минимизацией логистических затрат / В. С. Пономаренко, Л. М. Малярец, А. В. Дорохов // Известия Иркутской государственной экономической академии. — 2011. — № 2 (76). — С. 137—143.
300. Пономаренко В. С. Высшая школа: выживут сильнейшие / В. С. Пономаренко // Харьковские известия. — 2011. — № 14. — С. 4.
301. Пономаренко В. С. Витоки і особливості невизначенностей при прийнятті інвестиційних рішень / В. С. Пономаренко, Л. М. Малярець, О. В. Дорохов // Актуальні проблеми економіки. — 2011. — № 4. — С. 15.
302. Пономаренко В. С. Генезис и методологические основы многомерного анализа данных в социально-экономических системах / В. С. Пономаренко // Montenegrin Journal of Economics. — Podgorica, ELIT. — 2011. — Vol. 7, No. 2. — P. 111—120.
303. Пономаренко В. С. Обобщенное многомерное шкалирование при анализе объектов в экономике, описанных в пространстве разнородных признаков / В. С. Пономаренко, Л. М. Малярец, А. В. Дорохов // Актуальні проблеми економіки. — 2011. — № 9. — С.
280—288.
304. Пономаренко В. С. Проблема оцінки системної ефективності функціонування та розвитку підприємства / В. С. Пономаренко, І. В. Гонтарева // Економіка розвитку. — 2011. — № 1. — С. 5–8.
305. Пономаренко В. С. Прогнозування динаміки кількісних показників системи освіти України / В. С. Пономаренко // Економіка розвитку. — 2011. — № 2. — С. 5–10.
306. Пономаренко В. С. Структуризація показників системної ефективності розвитку підприємств / В. С. Пономаренко, І. В. Гонтарева // Економіка розвитку. — 2011. — № 2. — С. 71–75.
307. Пономаренко В. С. Студенти з понад 40 країн навчаються сьогодні в ХНЕУ. Але я кажу своїм колегам — це тільки початок / В. С. Понома-
ренко // Голос України. — 2011. — № 70. — С. 6.
308. Пономаренко В. С. Чи можна оцінити здатність особистості до навчання / В. С. Пономаренко // Вісник ТІМО. — 2011. — № 4. — С. 39–41.
309. An Ontological Modeling of Assurance Evaluation Process in Context of Functional-Linguistic Approach // International Journal of Diomedical Soft Computing and Human Sciences. Special Issue on Variational Inequality and Combinatorial Problems (Japan). — 2011. — Vol. 17, No. 2. — P. 73–77.
310. Пономаренко В. С. Визначення інтегрального показника системної ефективності розвитку підприємства / В. С. Пономаренко, І. В. Гонтарева // Економіка розвитку. — 2012. — № 1 (61). — С. 87–94.
311. Пономаренко В. С. Проблеми підготовки наукових кадрів / В. С. Пономаренко // Вища школа. — 2012. — № 2. — С. 7–19.
312. Пономаренко В. С. Структура визначення інтегрального показника системної ефективності розвитку підприємства / В. С. Пономаренко, І. В. Гонтарева // Економіка розвитку. — 2012. — № 1. — С. 86–94.
313. Пономаренко В. С. Інтеграція у світовий освітній простір — потреба сучасності / В. С. Пономаренко // Освіта. — 2013. — № 16. — С. 10.
314. Пономаренко В. С. Системний підхід до організації підготовки та видання електронної мультимедійної інтерактивної навчальної літератури у вищих навчальних закладах / В. С. Пономаренко, В. М. Анохін // Інноваційні комп'ютерні технології у вищій школі: матеріали 6-ї наук.-практ. конф., м. Львів, 18–20 листоп. 2014 р. / відп. за вип. Л. Д. Озірковський. — Львів: Вид-во Львівської політехн., 2014. — С. 38–45.
315. Пономаренко В. С. Діагностика здатності студентів до професіоналізації / В. С. Пономаренко // Вища школа. — 2015. — № 9–10. — С. 23–41.
316. Пономаренко В. С. Як зробити самостійне навчання якіснішим? / В. С. Пономаренко // Освіта України. — 2015. — № 33. — С. 7.
317. Ponomarenko V. The generalized approach to multidimensional scaling / V. Ponomarenko, L. Malyarets, O. Dorokhov // Bulletin of the Transilvania University of Braov. Series V: Economic Sciences. — 2015. — Vol. 8 (57), No. 2. — С. 479—486.
318. Ponomarenko V. S. The Impact of the World Economic Crisis on the Economic Development of Ukraine / V. S. Ponomarenko // Економіка розвитку. — 2016. — № 2 (78). — С. 5–12.
319. Пат. 97667 Україна, МПК (2012.01) F42D 99/00 E02B 15/02 (2006.01). — № a 2009 12926. Спосіб руйнування криги у водоймищі / В. С. Пономаренко, М. Ф. Савченко, В. В. Воликов; заявл. 14.12.2009; опубл. 12.03.2012, Бюл. № 5. — 7 c.
320. Пат. 113844 Україна. Автоматизована система тестування, навчання та моніторингу / В. С. Пономаренко, М. Ф. Смирний; опубл. 10.02.2017, Бюл. № 3.
321. Пат. 118648 Україна. Пристрій для управління процесом комп'ютерного навчання і контролю знань / В. С. Пономаренко, М. Ф. Смирний; опубл. 28.08.2017, Бюл. № 16.
322. Пономаренко В. С. Математические методы в управлении социалистическим соревнованием / В. С. Пономаренко, Т. С. Клебанова. — Харьков: ХЦНТЭИ, 1982. — С 6–14. (ИЛ).
323. Особенности разработки технико-экономического обоснования внедрения АСУ ТП / В. С. Пономаренко, Н. Н. Внукова, О. И. Пушкарь, О. В. Лепина. — Харьков: ХЦНТЭИ, 1992. — 4 с. — (ИЛ. — № 289-92).
324. Пономаренко В. С. Анализ информационного обеспечения для автоматизации планово-экономических расчетов / В. С. Пономаренко, В. И. Клименко, А. Ф. Сериков. — Харьков: ХЦНТЭИ, 1992. — 6 с. — (ИЛ. — № 292-92).
325. Пономаренко В. С.Пономаренко В. С. Создание и ведение базы данных для автоматизации планово-экономических расчетов проектных и научно-исследовательских институтов / В. С. Пономаренко, В. И. Клименко, О. В. Лепина. — Харьков: ХЦНТЭИ, 1992. — 8 с. — (ИЛ. — № 233-92).
326. Развитие информационного обеспечения финансовых структур в условиях рынка / В. С. Пономаренко, Н. Н. Внукова, С. В. Минухин, О. И. Пушкарь. — Харьков: ХЦНТЭИ, 1992. — 4 с. — (ИЛ. — № 248-92).
327. Разработка элементов стратегии организационного развития предприятия / В. С. Пономаренко, Е. Н. Ястремская, И. В. Журавлева, И. Э. Астахова. — Харьков: ХЦНТЭИ, 1992. — 6 с. — (ИЛ. — № 235-92).
328. Пономаренко В. С. Обеспечение гибкости организации технической подготовки производства / В. С. Пономаренко, И. В. Журавлева, Е. Н. Ястремская. — Харьков: ХЦНТЭИ, [1993]. — С. 7–15.
329. Пономаренко В. С. Организационные проблемы приватизации имущества предприятий / В. С. Пономаренко, И. В. Журавлева, Е. Н. Ястремская. — Харьков: ХЦНТЭИ, 1993. — 5 с. — (ИЛ. — № 034-93).
330. Пономаренко В. С. Игровые модели принятия решений в управлении инновационными процессами / В. С. Пономаренко, А. И. Пушкарь, Е. Н. Ястремская. — Харьков: ХАРПНТЭИ, 1994. — 4 с. — (ИЛ. — № 143-94).
331. Пономаренко В. С. Модель оценки хозяйственного риска в жизненном цикле предприятия / В. С. Пономаренко, И. Э. Астахова, Г. В. Назарова. — Харьков: ХАРПНТЭИ, 1994. — 3 с. — (ИЛ. — № 133-94).
332. Пономаренко В. С. Налоговое планирование предприятия / В. С. Пономаренко, И. В. Журавлева. — Харьков: ХАРПНТЭИ, 1994. — 4 с. — (ИЛ. — № 182-94).
333. Пономаренко В. С. Основные направления изучения влияния человеческого фактора на эффективность экономики / В. С. Пономаренко, М. С. Доронина, И. Б. Медведева. — Харьков: ХАРПНТЭИ, 1994. — 3 с. — (ИЛ. — № 183-94).
334. Пономаренко В. С. Резервы совершенствования воздействия государства на результаты деятельности промышленных предприятий / В. С. Пономаренко, М. С. Доронина. — Харьков: ХАРПНТЭИ, 1994. — 4 с. — (ИЛ. — № 177-94).
335. Пономаренко В. С. Совершенствование оценки финансовой устойчивости предприятия / В. С. Пономаренко, Е. Н. Ястремская, И. Э. Астахова. — Харьков: ХАРПНТЭИ, 1994. — 4 с. — (ИЛ. — № 140-94).
336. Афанасьєв М. В. Економіка підприємства [Електронний ресурс] / М. В. Афанасьєв, О. Б. Плоха; за ред. В. С. Пономаренка; Харківський національний економічний університет імені Семена Кузнеця. — Мультимедійне інтерактивне електрон. вид. комбінованого використ. — Харків: ВД «ІНЖЕК», 2014.
337. Дікань Л. В. Контроль у бюджетних установах [Електронний ресурс] / Л. В. Дікань, Н. В. Синюгіна; за ред. В. С. Пономаренка; Харківський національний економічний університет імені Семена Кузнеця. — Мультимедійне інтерактивне електрон. вид. комбінованого використ. — Харків: ХНЕУ ім. С. Кузнеця, 2014.
338. Єрмаченко В. Є. Логістика в міжнародному туризмі [Електронний ресурс] / В. Є. Єрмаченко, В. Ю. Лола; за ред. В. С. Пономаренка; Харківський національний економічний університет імені Семена Кузнеця. — Мультимедійне інтерактивне електрон. вид. комбінованого використ. — Харків: ХНЕУ ім. С. Кузнеця, 2014.
339. Інформаційні системи в економіці [Електронний ресурс] / В. С. Пономаренко, І. О. Золотарьова, Р. К. Бутова, Г. О. Плеханова; за ред. В. С. Пономаренка; Харківський національний економічний університет імені Семена Кузнеця. — Мультимедійне інтерактивне електрон. вид. комбінованого використ. — Харків: ХНЕУ ім. С. Кузнеця, 2014.
340. Методи та системи підтримки прийняття рішень в управлінні еколого-економічними процесами підприємств [Електронний ресурс] / В. С. Пономаренко, Л. А. Павленко, Ю. І. Скорін [та ін.]; за ред. В. С. Пономаренка; Харківський національний економічний університет імені Семена Кузнеця. — Мультимедійне інтерактивне електрон. вид. комбінованого використ. — Харків: ХНЕУ ім. С. Кузнеця, 2014.
341. Вища математика: математичний аналіз, лінійна алгебра, аналітична геометрія [Електронний ресурс] / В. С. Пономаренко, Л. М. Малярець, Л. М. Афанасьєва [та ін.]; за ред. В. С. Пономаренка. — Мультимедійне інтерактивне електрон. вид. комбінованого використ. — Харків: ХНЕУ ім. С. Кузнеця, 2015.
342. Педагогічний дизайн засобів електронного навчання на робочому місці: Електронний ресурс / В. С. Пономаренко, О. І. Пушкар, Т. Ю. Андрющенко та ін.; за заг. ред. В. С. Пономаренка, О. І. Пушкаря. — Харків: ХНЕУ ім. С. Кузнеця, 2017. — 262 с.: іл. — Бібліогр.: с. 249—260. [Архівовано 12 червня 2018 у Wayback Machine.]

## Відзнаки та нагороди

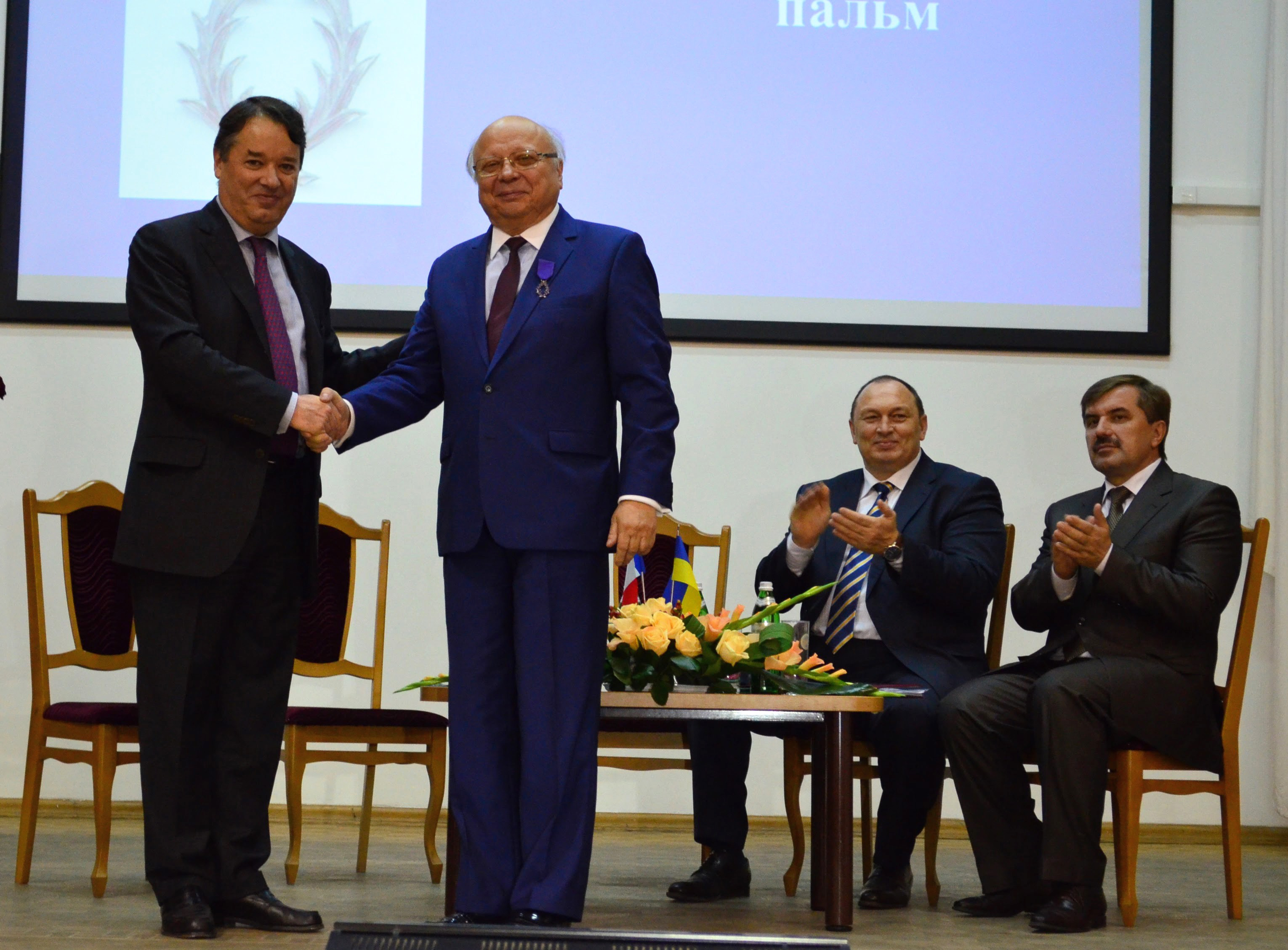
Надзвичайний і Повноважний Посол Франції в Україні Ален Ремі вручає Ректору Харківського національного економічного університету імені Семена Кузнеця професору Володимиру Степановичу Пономаренку Орден Академічних пальм. 25 жовтня 2013 року.

Володимир Пономаренко нагороджений численними державними та відомчими нагородами та відзнаками, відзнаками органів місцевого самоврядування та громадських організацій
- Орден «За заслуги» ІІ ступеня «за значний особистий внесок у соціально-економічний, науково-технічний, культурно-освітній розвиток Української держави, вагомі трудові здобутки, багаторічну сумлінну працю та з нагоди 15-ї річниці Конституції України» (2011)[219][271].
- Орден «За заслуги» ІІІ ступеня «за значний особистий внесок у соціально-економічний, культурний розвиток Української держави, вагомі трудові досягнення та з нагоди 16-ї річниці незалежності України» (2007)[101][272].
- Заслужений діяч науки і техніки України «за вагомі особисті заслуги в розвитку вітчизняної науки, створення національних наукових шкіл, зміцнення науково-технічного потенціалу України та з нагоди Дня науки» (2003)[99][273].
- Державна премія України в галузі науки і техніки за 2017 рік — «за роботу „Інституційна трансформація фінансово-економічної системи України в умовах глобалізації“» (2018)[1]
- Орден Академічних пальм (Французька Республіка) «за заслуги у сфері співробітництва з французькими університетами та поширення франкофонії, розвиток французької мови» (25 жовтня 2013)[143][151][152][153]
- Почесна грамота Верховної Ради України «за вагомий особистий внесок у становлення правової держави, розвиток демократії та місцевого самоврядування, здійснення заходів щодо забезпечення прав і свобод громадян та з нагоди 350-річчя міста Харкова» (17 серпня 2004)[100][274][275]
- Почесний громадянин міста Харкова (2012)[230][232]
- Лауреат рейтингу «Харків'янин міста-2008» у галузі науки, освіти, медицини, культури, мистецтва та спорту (30 березня 2008)[220]
- Нагрудний знак «За наукові досягнення» Міністерства освіти і науки України (8 травня 2008)[274].
- Нагрудний знак «Відмінник освіти України» Міністерства освіти і науки України «за багаторічну сумлінну працю, за розвиток вищої освіти, наукову і професійну діяльність, вагомий особистий внесок у справу навчання та виховання студентської молоді, підготовку кваліфікованих фахівців» (посвідчення № 75233 від 14 грудня 2005 року)[274][276].
- Почесна грамота Міністерства освіти і науки України «за вагомий внесок в організацію навчально-виховного процесу в навчальних закладах України» (2 листопада 2004)[100][274].
- Почесна грамота Міністерства освіти і науки України (18 травня 2010)[274].
- Почесна грамота Міністерства фінансів України (14 жовтня 2010)[274]
- Почесна грамота Національної гвардії України (8 травня 2017)[277]
- Медаль «Володимир Мономах» Національної академії педагогічних наук України (31 травня 2018)[229][278][279]
- Медаль «Григорій Сковорода» Національної академії педагогічних наук України (7 травня 2013)[277]
- Нагрудний знак «Ушинський К. Д.» Національної академії педагогічних наук України (22 жовтня 2010)[274]
- Медаль «Мала академія наук» Національної академії наук України (5 грудня 2014)[277]
- Медаль «За розвиток освіти» Міністерства освіти і науки України (14 грудня 2005)[274][276]
- Медаль «За розвиток освіти» Міністерства освіти і підготовки кадрів Соціалістичної республіки В'єтнам «за великий внесок у розвиток освіти» (№ 2689 від 14 грудня 2005 року)[100][274]
- «Слобожанська Слава» (почесна відзнака Харківської обласної державної адміністрації) «за вагомий особистий внесок у соціально-економічний розвиток Харківської області» (відзнака № 202 від 19 січня 2005)[100][274]
- Почесна грамота Харківської обласної державної адміністрації (7 травня 2008)[96].
- Почесна грамота Харківської обласної державної адміністрації (25 квітня 2013)[280]
- Почесна грамота Харківської обласної державної адміністрації «за багаторічну сумлінну працю, високий рівень професійної майстерності, вагомий особистий внесок у розвиток освіти і науки та з нагоди 65-річчя від дня народження» (28 травня 2013)[225]
- Грамота Харківської обласної державної адміністрації (25 грудня 2014)[280]
- Почесна грамота Харківської обласної державної адміністрації (22 травня 2017)[277]
- Грамота Харківської обласної ради «за високий професіоналізм, активну громадську діяльність, значний внесок в розробку Стратегії соціально-економічного розвитку Харківської області на період до 2015 року, досягнення високих показників в організації і удосконаленні учбовій, науково-методичній і науково-дослідній роботі» (7 травня 2008)[223]
- Грамота Асоціації органів місцевого самоврядування Харківської області «за активну участь у розвитку місцевого самоврядування» (16 травня 2017)[227][277]
- Почесна грамота Харківської міської ради «за вагомий внесок у розвиток освіти і науки, підготовку висококваліфікованих фахівців та з нагоди Дня незалежності України і Дня міста» (24 серпня 2007)[96][281]
- Почесна грамота Харківської міської ради «за багаторічну сумлінну і плідну працю, високий професіоналізм, вагомий особистий внесок у соціально-економічний розвиток м. Харкова та активну громадську діяльність» (25 грудня 2007)[222][282][283]
- Почесна грамота Харківської міської ради «за багаторічну сумлінну працю, високий професіоналізм, вагомий особистий внесок у справу навчання й виховання молоді, підготовку висококваліфікованих фахівців та з нагоди 65-річчя від дня народження» (17 квітня 2013)[224][284]
- Лауреат премії Харківської міської ради «за вагомий вклад у вирішенні соціально-економічних питань та розвиток місцевого самоврядування у номінації „укріплення міжнародних зв'язків міста“» (20 листопада 2013)[226][285][286]
- Почесна грамота Виконкому Харківської міської ради (11 квітня 2013)[280]
- Почесна грамота Виконкому Харківської міської ради «за багаторічну сумлінну й плідну працю, високий професіоналізм, вагомий внесок у розвиток освіти і науки міста Харкова та з нагоди ювілею» (28 березня 2018)[228]
- Відзнака «За старанність» Харківського міського голови (14 грудня 2005)[274][287]
- Диплом Великої Слобожанської ярмарки (26 вересня 2003)[96][288]
- Золотий знак Харківського державного економічного університету (2000)[107]
- Золотий знак Харківського національного економічного університету (вдруге) (2007)[289]
- «Золоте кільце» Університету прикладних наук Верхньої Австрії[de] (м. Штайр, Австрія) (2013)[142][143]
- Почесна грамота Дзержинської районної ради в місті Харкові (23 березня 2004)[274]
- Знак пошани «За сприяння органам Державної податкової служби України» Державної податкової адміністрації у Харківській області (26 жовтня 2006)[96][276]
- Почесна грамота Центрального комітету Профспілки працівників освіти і науки України «за багаторічну плідну науково-педагогічну діяльність у справі навчання та виховання підростаючого покоління, плідну співпрацю з галузевою профспілкою щодо захисту соціально-економічних прав та гарантій освітян» (14 грудня 2005)[96][100]
- Почесна грамота Центрального комітету Профспілки працівників освіти і науки України (25 вересня 2013)[277]
- Орден «За вагомий внесок у навчання та виховання дітей України» ІІ ступеня Національного фонду соціального захисту матерів і дітей «Україна — дітям» (9 лютого 2006)[96][276]
- Медаль «За внесок у справу миру» Всесвітнього благодійного фонду «Діти та молодь — проти тероризму та экстремизму» (11 лютого 2011)[96][290]
- Диплом Всеукраїнської програми «Національні лідери України» (1 жовтня 2012)[274]
- Медаль Святителя Мелетія, Архієпископа Харківського ІІ ступеня Харківської єпархії Української Православної Церкви (Московського Патріархату) (7 травня 2013)[277]

## Родина
- Батько — Пономаренко Степан Сергійович (1924—2007) — будівельник та громадський діяч, ветеран Другої світової війни, лицар ордену Богдана Хмельницького II ступеня (2006), кавалер ордену Вітчизняної війни І ступеня, Почесний громадянин Кролевецького району (2006).
- Мати — Агнія Сергіївна (?, м. Брянськ, РСФРР — 1981, м. Кролевець, Сумська область) — здобула освіту економіста, працювала за цим фахом у різних будівельних організаціях, пізніше очолила планово-економічний відділ Кролевецького райвиконкому. В останні роки хворіла на астму, померла у віці 56 років[291].
- Діти:
  - Донька — Скориніна-Погребна Ольга Володимирівна — доктор соціологічних наук, кандидат психологічних наук, професор кафедри психології діяльності в особливих умовах Національного університету цивільного захисту України. Має власний бізнес. Заміжня (чоловік — Погребний Сергій), має двох дітей (Вероніка, 2007 р.н., та Андрій, 2014 р.н.)[292][293]
  - Син — Євген — кандидат економічних наук, докторант Науково-дослідного центру індустріальних проблем розвитку НАН України. Має власний бізнес. Одружений (дружина — Наталія), має дочку (Олена, 2010 р.н.)[294].
- Брат — Сергій (1955) — працівник житлово-побутової сфери, громадський діяч. По закінченні Жданівського металургійного інституту (фах інженера-механіка) очолював райпобуткомбінат (будинок побуту), працював начальником відділу постачання силікатного заводу, директором райсількомунгоспу, був начальником Кролевецького цеху Шосткинського управління експлуатації газового господарства ВАТ «Сумигаз». Обирався до Кролевецької міської ради VI скликання (2010—2015) та Кролевецької районної ради (з 2015), де очолює фракцію партії «УКРОП». Є приватним підприємцем, має фірму з обслуговування газового обладнання.[3][295][296][297][298][299][300]

## Захоплення
Володимир Пономаренко захоплюється спортом (гімнастикою, легкою атлетикою, боксом, настільним тенісом та футболом), а також філателією

## Цікаві факти
- Після того, як Володимир Пономаренко на батьковому мотоциклі Іж-49 ледь не зіштовхнувся з автівкою і, налетівши на грудку, впав на тротуар на очах своє матері Агнії, його батько Степан Пономаренко продав мотоцикл на вимогу своєї дружини. Після цього Володимир Степанович катався лише на велосипеді.[303]
- Одним хлопців, кого залучив до занять спортом Володимир Пономаренко з друзями, був син його вчителя математики Василя Івановича Луковецького, який був другом сім'ї Пономаренків[3][6].
- Перші свої гроші Володимир Степанович заробив на будівництві після сьомого класу. На них він купив велосипед.[303]
- Володимир Пономаренко станом на 2015 рік не менше двох разів на тиждень починав свій день із занять у спортзалі[59].
- Володимир Пономаренко допомагає Кролевецькій загальноосвітній школі № 5. Після обрання ректором через деякий час з Харківського національного економічного університету було передано комп'ютерну техніку до школи, де було створено кабінет інформаційних технологій імені В. І. Луковецького. Крім того, всі вчителі школи пройшли курс підвищення кваліфікації в університеті.[304][305] Також він допомагав за власні кошти закупівлею будівельних матеріалів[306].